# Mistrzostwa Europy w Piłce Nożnej 2020
Mistrzostwa Europy w Piłce Nożnej 2020, oficjalnie UEFA Euro 2020 – 16. edycja mistrzostw Europy w piłce nożnej mężczyzn, trwająca od 11 czerwca 2021 do 11 lipca 2021, przeprowadzona na 11 stadionach zlokalizowanych w 11 miastach-gospodarzach i w 11 państwach. Po raz pierwszy w historii europejski czempionat organizowano w więcej, niż 2 krajach.
Pierwotnie turniej zaplanowany był w terminie od 12 czerwca 2020 do 12 lipca 2020, w 12 miastach-gospodarzach i w 12 państwach, jednak 17 marca 2020 UEFA podjęła decyzję o przeniesieniu imprezy na rok 2021 w związku z pandemią COVID-19, a 23 kwietnia 2020 podała informację o utrzymaniu pierwotnej nazwy imprezy (Euro 2020, a nie Euro 2021). 23 kwietnia 2021 ograniczono turniej do 11 miast-gospodarzy w 11 państwach. Status organizatora mistrzostw utraciła Irlandia z Dublinem, z kolei w Hiszpanii – Sewilla zastąpiła zgłoszone wcześniej Bilbao.
Tytułu broniła Portugalia, ale została wyeliminowana w 1/8 finału przez Belgię. Po raz pierwszy podczas turnieju używano systemu wideoweryfikacji VAR. Dodatkowo w wyniku zmian wprowadzonych w 2020 r. przez IFAB na prośbę federacji piłkarskich FIFA i UEFA podczas oficjalnych spotkań reprezentacji narodowych, w trakcie meczu każda drużyna mogła dokonać pięciu zmian zawodników, maksymalnie w ciągu trzech przeznaczonych na to dla każdej z nich przerw. To pierwszy w historii turniej międzynarodowy z takimi zasadami.
W finale 11 lipca 2021 na Wembley Włochy pokonały Anglię 3:2 w serii rzutów karnych, po remisie 1:1, zdobywając tytuł mistrzów Europy po raz drugi.

## Procedura wyboru miast-gospodarzy
25 stycznia 2013 Komitet Wykonawczy UEFA podjął decyzję o zorganizowaniu Euro 2020 w 12 miastach w 12 różnych państwach-gospodarzach. Kandydatury były przyjmowane od kwietnia do września 2013 r. We wrześniu 2014 r. zostali wybrani ostateczni gospodarze mistrzostw. W eliminacjach do Euro wzięły udział reprezentacje wszystkich członków UEFA włącznie z gospodarzami turnieju finałowego. Polska zrezygnowała z organizacji turnieju. Ostatecznie mistrzostwa zostały zorganizowane w 11 miastach w 11 państwach.
23 kwietnia 2021 UEFA zdecydowała o przeniesieniu 4 meczów z Bilbao do Sewilli oraz 4 pojedynków z Dublina – 3 do Petersburga (spotkania grupowe) i 1 do Londynu (mecz 1/8 finału).

### Kandydatury

#### Zaakceptowani kandydaci
| Miasto     | Stadion                   | Pojemność |
| ---------- | ------------------------- | --------- |
| Baku       | Stadion Olimpijski w Baku | 68 700    |
| Kopenhaga  | Parken                    | 38 065    |
| Londyn     | Stadion Wembley           | 90 000    |
| Monachium  | Allianz Arena             | 75 000    |
| Budapeszt  | Puskás Aréna              | 67 215    |
| Rzym       | Stadio Olimpico           | 72 698    |
| Amsterdam  | Johan Cruijff Arena       | 56 000    |
| Bukareszt  | Arena Narodowa            | 55 600    |
| Petersburg | Stadion Kriestowskij      | 67 000    |
| Glasgow    | Hampden Park              | 52 063    |
| Sewilla    | Estadio la Cartuja        | 57 619    |

Kandydaci, którzy mieli zorganizować Euro, ale zostali zastąpieni przez innych kandydatów
| Miasto | Stadion       | Pojemność |
| ------ | ------------- | --------- |
| Bilbao | San Mamés     | 53 332    |
| Dublin | Aviva Stadium | 51 700    |

#### Odrzuceni kandydaci
| Miasto     | Stadion                           | Pojemność |
| ---------- | --------------------------------- | --------- |
| Mińsk      | Stadion Traktar                   | 33 000    |
| Bruksela   | Eurostadion                       | 62 613    |
| Sofia      | Stadion Narodowy Wasiła Lewskiego | 46 340    |
| Jerozolima | Stadion Teddy                     | 31 733    |
| Skopje     | Arena Narodowa Filipa II          | 33 460    |
| Solna      | Friends Arena                     | 50 653    |
| Cardiff    | Millennium Stadium                | 73 931    |

#### Anulowane kandydatury
| Miasto   | Stadion            | Pojemność |
| -------- | ------------------ | --------- |
| Warszawa | Stadion Narodowy   | 58 580    |
| Chorzów  | Stadion Śląski     | 55 211    |
| Paryż    | Parc des Princes   | 48 583    |
| Berlin   | Stadion Olimpijski | 74 475    |
| Dortmund | Signal Iduna Park  | 81 365    |
| Moskwa   | Stadion Łużniki    | 81 029    |
| Kijów    | Stadion Olimpijski | 70 050    |

## Miasta gospodarze
Pierwotnie UEFA wybrała 13 miast-gospodarzy. 7 grudnia 2017 podjęto decyzję o odebraniu prawa organizacji Brukseli, która nie była w stanie zagwarantować, że zgłoszony do organizacji obiekt – Eurostadion powstanie w terminie. 23 kwietnia 2021 status gospodarza utraciły Dublin oraz Bilbao, które nie były w stanie zapewnić wpuszczenia kibiców na trybuny stadionów, zaś do grona miast-organizatorów dołączyła Sewilla.
| Glasgow                                                      | Londyn                                                                                            | Amsterdam                                                                                         | Amsterdam                                                                                         | Kopenhaga                                                                                         | Petersburg                                                   |
| ------------------------------------------------------------ | ------------------------------------------------------------------------------------------------- | ------------------------------------------------------------------------------------------------- | ------------------------------------------------------------------------------------------------- | ------------------------------------------------------------------------------------------------- | ------------------------------------------------------------ |
| Szkocja                                                      | Anglia                                                                                            | Holandia                                                                                          | Holandia                                                                                          | Dania                                                                                             | Rosja                                                        |
| Hampden Park                                                 | Stadion Wembley                                                                                   | Johan Cruijff Arena                                                                               | Johan Cruijff Arena                                                                               | Parken                                                                                            | Stadion Kriestowskij                                         |
| Pojemność: 52 063                                            | Pojemność: 90 000                                                                                 | Pojemność: 56 000                                                                                 | Pojemność: 56 000                                                                                 | Pojemność: 38 065                                                                                 | Pojemność: 67 000                                            |
| 55°49′33″N 4°15′07″W/55,825833 -4,251944                     | 51°33′21″N 0°16′47″W/51,555833 -0,279722                                                          | 52°18′51,3″N 4°56′34,3″E/52,314250 4,942861                                                       | 52°18′51,3″N 4°56′34,3″E/52,314250 4,942861                                                       | 55°42′08,9″N 12°34′19,9″E/55,702472 12,572194                                                     | 44°26′13,95″N 26°09′09,03″E/44,437208 26,152508              |
| 3 mecze grupowe, 1/8 finału                                  | 3 mecze grupowe, 2 mecze 1/8 finału, 2 półfinały, finał                                           | 3 mecze grupowe, 1/8 finału                                                                       | 3 mecze grupowe, 1/8 finału                                                                       | 3 mecze grupowe, 1/8 finału                                                                       | 6 meczów grupowych, ćwierćfinał                              |
| Pierwszy mecz: 14 czerwca 2021 Ostatni mecz: 29 czerwca 2021 | Pierwszy mecz: 13 czerwca 2021 Ostatni mecz: 11 lipca 2021                                        | Pierwszy mecz: 13 czerwca 2021 Ostatni mecz: 26 czerwca 2021                                      | Pierwszy mecz: 13 czerwca 2021 Ostatni mecz: 26 czerwca 2021                                      | Pierwszy mecz: 12 czerwca 2021 Ostatni mecz: 28 czerwca 2021                                      | Pierwszy mecz: 12 czerwca 2021 Ostatni mecz: 2 lipca 2021    |
|                                                              |                                                                                                   |                                                                                                   |                                                                                                   |                                                                                                   |                                                              |
| Monachium                                                    | LondynRzymPetersburgMonachiumGlasgowBudapesztSewillaBukaresztAmsterdamKopenhagaBaku · (poza mapą) | LondynRzymPetersburgMonachiumGlasgowBudapesztSewillaBukaresztAmsterdamKopenhagaBaku · (poza mapą) | LondynRzymPetersburgMonachiumGlasgowBudapesztSewillaBukaresztAmsterdamKopenhagaBaku · (poza mapą) | LondynRzymPetersburgMonachiumGlasgowBudapesztSewillaBukaresztAmsterdamKopenhagaBaku · (poza mapą) | Budapeszt                                                    |
| Niemcy                                                       | LondynRzymPetersburgMonachiumGlasgowBudapesztSewillaBukaresztAmsterdamKopenhagaBaku · (poza mapą) | LondynRzymPetersburgMonachiumGlasgowBudapesztSewillaBukaresztAmsterdamKopenhagaBaku · (poza mapą) | LondynRzymPetersburgMonachiumGlasgowBudapesztSewillaBukaresztAmsterdamKopenhagaBaku · (poza mapą) | LondynRzymPetersburgMonachiumGlasgowBudapesztSewillaBukaresztAmsterdamKopenhagaBaku · (poza mapą) | Węgry                                                        |
| Allianz Arena                                                | LondynRzymPetersburgMonachiumGlasgowBudapesztSewillaBukaresztAmsterdamKopenhagaBaku · (poza mapą) | LondynRzymPetersburgMonachiumGlasgowBudapesztSewillaBukaresztAmsterdamKopenhagaBaku · (poza mapą) | LondynRzymPetersburgMonachiumGlasgowBudapesztSewillaBukaresztAmsterdamKopenhagaBaku · (poza mapą) | LondynRzymPetersburgMonachiumGlasgowBudapesztSewillaBukaresztAmsterdamKopenhagaBaku · (poza mapą) | Puskás Aréna                                                 |
| Pojemność: 75 000                                            | LondynRzymPetersburgMonachiumGlasgowBudapesztSewillaBukaresztAmsterdamKopenhagaBaku · (poza mapą) | LondynRzymPetersburgMonachiumGlasgowBudapesztSewillaBukaresztAmsterdamKopenhagaBaku · (poza mapą) | LondynRzymPetersburgMonachiumGlasgowBudapesztSewillaBukaresztAmsterdamKopenhagaBaku · (poza mapą) | LondynRzymPetersburgMonachiumGlasgowBudapesztSewillaBukaresztAmsterdamKopenhagaBaku · (poza mapą) | Pojemność: 67 215                                            |
| 48°13′07,6″N 11°37′29,1″E/48,218778 11,624750                | LondynRzymPetersburgMonachiumGlasgowBudapesztSewillaBukaresztAmsterdamKopenhagaBaku · (poza mapą) | LondynRzymPetersburgMonachiumGlasgowBudapesztSewillaBukaresztAmsterdamKopenhagaBaku · (poza mapą) | LondynRzymPetersburgMonachiumGlasgowBudapesztSewillaBukaresztAmsterdamKopenhagaBaku · (poza mapą) | LondynRzymPetersburgMonachiumGlasgowBudapesztSewillaBukaresztAmsterdamKopenhagaBaku · (poza mapą) | 47°30′11,5″N 19°05′52,5″E/47,503194 19,097917                |
| 3 mecze grupowe, ćwierćfinał                                 | LondynRzymPetersburgMonachiumGlasgowBudapesztSewillaBukaresztAmsterdamKopenhagaBaku · (poza mapą) | LondynRzymPetersburgMonachiumGlasgowBudapesztSewillaBukaresztAmsterdamKopenhagaBaku · (poza mapą) | LondynRzymPetersburgMonachiumGlasgowBudapesztSewillaBukaresztAmsterdamKopenhagaBaku · (poza mapą) | LondynRzymPetersburgMonachiumGlasgowBudapesztSewillaBukaresztAmsterdamKopenhagaBaku · (poza mapą) | 3 mecze grupowe, 1/8 finału                                  |
| Pierwszy mecz: 15 czerwca 2021 Ostatni mecz: 2 lipca 2021    | LondynRzymPetersburgMonachiumGlasgowBudapesztSewillaBukaresztAmsterdamKopenhagaBaku · (poza mapą) | LondynRzymPetersburgMonachiumGlasgowBudapesztSewillaBukaresztAmsterdamKopenhagaBaku · (poza mapą) | LondynRzymPetersburgMonachiumGlasgowBudapesztSewillaBukaresztAmsterdamKopenhagaBaku · (poza mapą) | LondynRzymPetersburgMonachiumGlasgowBudapesztSewillaBukaresztAmsterdamKopenhagaBaku · (poza mapą) | Pierwszy mecz: 15 czerwca 2021 Ostatni mecz: 27 czerwca 2021 |
|                                                              | LondynRzymPetersburgMonachiumGlasgowBudapesztSewillaBukaresztAmsterdamKopenhagaBaku · (poza mapą) | LondynRzymPetersburgMonachiumGlasgowBudapesztSewillaBukaresztAmsterdamKopenhagaBaku · (poza mapą) | LondynRzymPetersburgMonachiumGlasgowBudapesztSewillaBukaresztAmsterdamKopenhagaBaku · (poza mapą) | LondynRzymPetersburgMonachiumGlasgowBudapesztSewillaBukaresztAmsterdamKopenhagaBaku · (poza mapą) |                                                              |
| Sewilla                                                      | Rzym                                                                                              | Rzym                                                                                              | Bukareszt                                                                                         | Bukareszt                                                                                         | Baku                                                         |
| Hiszpania                                                    | Włochy                                                                                            | Włochy                                                                                            | Rumunia                                                                                           | Rumunia                                                                                           | Azerbejdżan                                                  |
| Estadio La Cartuja                                           | Stadio Olimpico                                                                                   | Stadio Olimpico                                                                                   | Arena Națională                                                                                   | Arena Națională                                                                                   | Stadion Olimpijski                                           |
| Pojemność: 57 619                                            | Pojemność: 72 698                                                                                 | Pojemność: 72 698                                                                                 | Pojemność: 55 600                                                                                 | Pojemność: 55 600                                                                                 | Pojemność: 68 000                                            |
| 37°25′02,1″N 6°00′16,4″W/37,417250 -6,004556                 | 41°56′01,99″N 12°27′17,23″E/41,933886 12,454786                                                   | 41°56′01,99″N 12°27′17,23″E/41,933886 12,454786                                                   | 44°26′13,95″N 26°09′09,03″E/44,437208 26,152508                                                   | 44°26′13,95″N 26°09′09,03″E/44,437208 26,152508                                                   | 40°25′47,2″N 49°55′11,2″E/40,429778 49,919778                |
| 3 mecze grupowe, 1/8 finału                                  | 3 mecze grupowe (mecz otwarcia), ćwierćfinał                                                      | 3 mecze grupowe (mecz otwarcia), ćwierćfinał                                                      | 3 mecze grupowe, 1/8 finału                                                                       | 3 mecze grupowe, 1/8 finału                                                                       | 3 mecze grupowe, ćwierćfinał                                 |
| Pierwszy mecz: 14 czerwca 2021 Ostatni mecz: 27 czerwca 2021 | Pierwszy mecz: 11 czerwca 2021 Ostatni mecz: 3 lipca 2021                                         | Pierwszy mecz: 11 czerwca 2021 Ostatni mecz: 3 lipca 2021                                         | Pierwszy mecz: 13 czerwca 2021 Ostatni mecz: 28 czerwca 2021                                      | Pierwszy mecz: 13 czerwca 2021 Ostatni mecz: 28 czerwca 2021                                      | Pierwszy mecz: 12 czerwca 2021 Ostatni mecz: 3 lipca 2021    |
|                                                              |                                                                                                   |                                                                                                   |                                                                                                   |                                                                                                   |                                                              |

## Wpływ pandemii COVID-19 na organizację

### Początek pandemii i przełożenie mistrzostw na 2021 r.
Na początku 2020 pandemia COVID-19 w Europie wywołała obawy dotyczące jej potencjalnego wpływu na graczy, personel i kibiców przybywających na mecze w dwunastu miastach-gospodarzach turnieju. Na Kongresie UEFA na początku marca prezydent UEFA Słoweniec Aleksander Čeferin ogłosił, że organizacja jest przekonana, że sytuacja może zostać rozwiązana, podczas gdy sekretarz generalny Theodore Theodoridis stwierdził, że UEFA utrzymuje kontakt ze Światową Organizacją Zdrowia i rządami krajów w sprawie koronawirusa. Do 13 marca 2020 nadchodzące mecze rozgrywek UEFA zostały przełożone, a główne ligi europejskie zostały zawieszone, w tym Bundesliga, La Liga, Ligue 1, Premier League i Serie A.
17 marca UEFA zorganizowała wideokonferencję z przedstawicielami 55 stowarzyszeń członkowskich, przedstawicielem FIFPro oraz zarządami Europejskiego Stowarzyszenia Klubów i EPFL, aby omówić wpływ COVID-19 na przebieg rozgrywek krajowych i europejskich, w tym Euro 2020. Na spotkaniu UEFA ogłosiła, że turniej zostanie przełożony na kolejny rok, proponując, aby odbył się od 11 czerwca do 11 lipca 2021 roku. Następnego dnia Biuro Rady FIFA zatwierdziło zmianę daty w kalendarzu meczów międzynarodowych FIFA.
23 kwietnia 2020 UEFA potwierdziła, że oficjalną nazwą rozgrywek pozostanie UEFA Euro 2020.

### Plany obecności widzów i zmiany miejsca organizacji
W maju 2020 Čeferin ogłosił, że turniej ma odbyć się w dwunastu wybranych miastach-gospodarzach. Nie wykluczył jednak możliwości zmniejszenia liczby miast, gdyż trzech gospodarzy było niepewnych, czy mecze mogą się odbyć w nowym harmonogramie. Podczas spotkania 17 czerwca 2020 UEFA potwierdziła, że wszystkie dwanaście pierwotnych gospodarzy pozostanie gospodarzami turnieju w 2021 roku i zatwierdziła zmieniony harmonogram meczów.
Jednak w październiku 2020 prezes UEFA stwierdził, że nadal jest możliwe, aby turniej mógł zostać rozegrany w mniej niż planowanych dwunastu krajach-gospodarzach. W następnym miesiącu UEFA oświadczyła, że zamierza zorganizować Euro 2020 w formacie i miejscach potwierdzonych na początku tego roku i ściśle współpracuje ze wszystkimi miastami-gospodarzami nad przygotowaniami. Ogłoszono również, że każdy gospodarz dyskutował z UEFA i lokalnymi władzami ds. zdrowia na temat tego, czy obiekt może organizować mecze na pełnych obrotach, między 100% a 50% pojemności, 33% pojemności lub bez obecności widzów. Ograniczenia mogą również dotyczyć tylko miejscowych widzów, którzy mogą być dopuszczeni na mecze. Ostateczna decyzja co do tego, który scenariusz zostanie zastosowany indywidualnie w każdym miejscu, miała pierwotnie zostać podjęta 5 marca 2021 roku.
W październiku 2020 ogłoszono, że mecze UEFA zostaną zawieszone do odwołania w Armenii i Azerbejdżanie z powodu wojny w Górskim Karabachu. Nie wpłynęło to jednak na planowanie meczów Euro 2020 w Baku. Ograniczenie zostało zniesione w grudniu 2020 w wyniku porozumienia o zawieszeniu broni między krajami.
27 stycznia 2021 UEFA potwierdziła, że turniej odbędzie się w dwunastu miastach. Termin na przedstawienie przez gospodarzy planów dotyczących pojemności obiektów został przesunięty na 7 kwietnia 2021, a ostateczna decyzja w sprawie miast gospodarzy i widzów miała zostać ostatecznie podjęta przez Komitet Wykonawczy UEFA 19 kwietnia 2021.
23 kwietnia UEFA ogłosiła, że Sewilla zastąpi Bilbao jako gospodarza turnieju, a mecze, które oryginalnie odbyć miały się w Dublinie zostaną przeniesione do Petersburga i Londynu. Z powodu pandemii COVID-19 w Irlandii, Irlandzki Związek Piłki Nożnej nie był w stanie uzyskać gwarancji od rządu Irlandii i Rady Miasta Dublina, aby wpuścić widzów na stadion. Tymczasem Królewski Hiszpański Związek Piłki Nożnej (RFEF) powiedział, że warunki sanitarne nałożone przez rząd baskijski na organizację meczów w Bilbao są „niemożliwe do spełnienia”, a zatem nie pozwalają na obecność widzów. Po usunięciu ze stanowiska gospodarzy Rada Miasta Bilbao stwierdziła, że pociąga UEFA i RFEF do „bezpośredniej odpowiedzialności za to, że nie organizujemy tego wydarzenia sportowego i za jednostronne anulowanie naszych stosunków umownych” i zagroziła postępowaniem sądowym o rekompensatę finansową.

### Lokalizacja półfinałów i finału
Organizacja półfinału i finału przez Stadion Wembley była zagrożona z powodu ograniczeń kwarantanny w Wielkiej Brytanii, którym będą podlegać kibice. Za alternatywne miejsce organizacji uznano Puskás Aréna w Budapeszcie, ponieważ Węgry nie miałyby ograniczeń wjazdowych na podróże w obrębie strefy Schengen i mogłyby gościć mecze w pełnej pojemności. Rzecznik Węgierskiego Związku Piłki Nożnej powiedział, że Węgry są „gotowe do organizacji każdego wydarzenia piłkarskiego na wysokim poziomie”. UEFA ogłosiła jednak, że Wembley może być gospodarzem finału, ponieważ organizacja i rząd Wielkiej Brytanii omówili zwolnienia z kwarantanny, ale nie wykluczuła zmiany miejsca organizacji. 22 czerwca 2021 premier Włoch, Mario Draghi, powiedział, że finał powinien się odbyć w Rzymie ze względu na rosnącą liczbę przypadków COVID-19 w Wielkiej Brytanii. W następnym tygodniu ogłoszono, że urzędnicy i dyrektorzy podróżujący na mecze nie będą musieli izolować się, chociaż będą podlegać ograniczeniom i będą musieli pozostać w „piłkarskich bańkach”.

### Specjalne zasady związane z pandemią COVID-19
4 maja 2021 Komitet Wykonawczy UEFA zatwierdził specjalne zasady turnieju finałowego z powodu pandemii COVID-19 w Europie:
- Jeśli grupa graczy zespołu została umieszczona w obowiązkowej kwarantannie lub samoizolacji w wyniku decyzji krajowych lub lokalnych urzędników służby zdrowia z powodu pozytywnych wyników testów SARS-CoV-2, mecz odbędzie się zgodnie z planem, o ile drużyna ma co najmniej 13 dostępnych zawodników (w tym co najmniej jeden bramkarz).
- Jeśli zespół nie może wystawić minimalnej wymaganej liczby graczy z powodu pozytywnych testów SARS-CoV-2, mecz może zostać przełożony do 48 godzin od pierwotnej daty meczu przez administrację UEFA, pod warunkiem dostępności realnych opcji zmiany terminu. Ponadto UEFA może przenieść przełożony mecz do innego miejsca organizacji, jeśli uzna to za stosowne.
- Jeśli mecz nie może zostać przełożony, decyzję w tej sprawie podejmie Komisja Kontroli, Etyki i Dyscypliny UEFA. W takim wypadku przyjmuje się, że drużyna odpowiedzialna za nieodbycie meczu przegrała mecz wynikiem 3:0.
- Jeśli którykolwiek członek wyznaczonej drużyny sędziowskiej musi zostać zastąpiony z powodu pozytywnego wyniku testu SARS-CoV-2, UEFA może wyjątkowo wyznaczyć sędziego meczowego tej samej narodowości co jedna z drużyn lub nie figurującego na liście FIFA.

## Logo i symbole

### Logo
Oficjalne logo zostało odsłonięte 21 września 2016 podczas ceremonii w Ratuszu w Londynie. Logo przedstawia trofeum Euro otoczone kibicami świętującymi na moście, który według UEFA reprezentuje sposób, w jaki piłka nożna łączy i jednoczy ludzi.
Każde indywidualne miasto-gospodarz posiada również swoje własne logo. Prostokątne logotypy zawierają na górze napis „UEFA EURO 2020”, na dole nazwę miasta nad napisem „HOST CITY” (miasto-gospodarz), główne logo turnieju po lewej i lokalny most po prawej. Każde logo istnieje w wersji angielskiej, wraz z odmianami w języku lokalnym. Loga były prezentowane od września 2016 do stycznia 2017.

### Piosenka
Oficjalną piosenką turnieju została piosenka „We Are the People”, którą wykonali muzycy Bono i The Edge z irlandzkiej grupy U2 oraz holenderski DJ i producent muzyczny Martin Garrix.

### Maskotka
Oficjalna maskotka turnieju Skillzy, została odsłonięta 24 marca 2019 roku, przed meczem eliminacyjnym Grupy C: Holandia–Niemcy rozgrywanym na stadionie Johan Cruijff Arena w Amsterdamie. Postać inspirowana jest freestyle footballem i street footballem. Guy-Laurent Epstein, dyrektor marketingu UEFA Events SA powiedział, że projektem Skillzy organizacja chce „odejść od tradycyjnej maskotki, którą widzieliśmy na poprzednich UEFA EURO, aby stworzyć symbol, który będzie w stanie ściślej współdziałać z fanami piłki nożnej na całym kontynencie. Ważne jest, aby UEFA zwróciła się do fanów piłki nożnej w każdym wieku i stworzyła maskotkę, która faktycznie jest w stanie fizycznie zagrać w grę, którą wszyscy kochamy”.

### Piłka

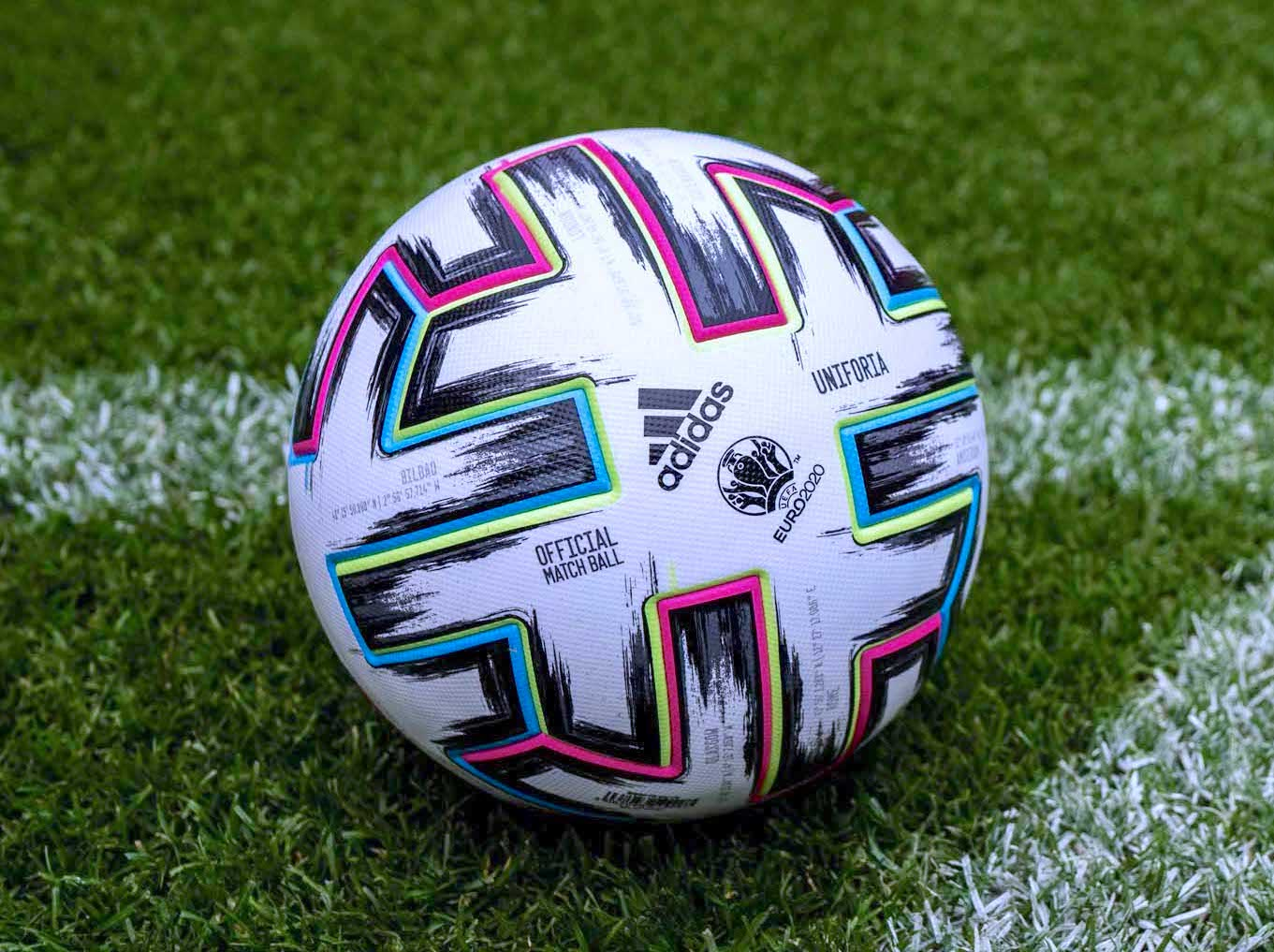
Oficjalna piłka mistrzostw, Uniforia

6 listopada 2019 roku UEFA przedstawiła oficjalną piłkę mistrzostw, którą została Uniforia. Nazwa to połączenie słów unity (jedność) i euphoria (euforia). Na piłce znajdują się czarne paski biegnące przez piłkę, symbolizujące zacieranie się granic i przekraczanie granic jako odzwierciedlenie nowego, transkontynentalnego formatu. Szerokie linie przeplatają się z błyskami niebieskich, neonowych i różowych pasków, reprezentujących różnorodność turnieju i połączenie różnych kultur.

## Sędziowie
21 kwietnia 2021 roku Komitet Sędziowski UEFA przedstawił listę 19 zespołów sędziowskich, które poprowadzą mecze podczas Mistrzostw Europy. Listę 18 zespołów z Europy uzupełnił zespół argentyński z sędzią głównym Fernando Rapallini, w ramach wymiany sędziów między UEFA a CONMEBOL.

### Sędziowie główni i asystenci
| Państwo    | Sędzia                  | Sędziowie asystenci                                | Sędziowane mecze                                                                                       |
| ---------- | ----------------------- | -------------------------------------------------- | --- |
| Niemcy     | Felix Brych             | Mark Borsch Stefan Lupp                            | Holandia 3:2 Ukraina Finlandia 0:2 Belgia 1:0 Portugalia Ukraina 0:4 Anglia Włochy 1(4):1(2) Hiszpania |
| Turcja     | Cüneyt Çakır            | Bahattin Duran Tarık Ongun                         | Węgry 0:3 Portugalia Ukraina 0:1 Austria Chorwacja 3:5 Hiszpania                                       |
| Hiszpania  | Carlos del Cerro Grande | Juan Carlos Yuste Jiménez Roberto Alonso Fernández | Francja 1:0 Niemcy Chorwacja 1:1 Czechy                                                                |
| Szwecja    | Andreas Ekberg          | Mehmet Culum Stefan Hallberg                       | Austria 3:1 Macedonia Północna                                                                         |
| Izrael     | Orel Grinfeld           | Roj Hasan Idan Jarkoni                             | Holandia 2:0 Austria                                                                                   |
| Rumunia    | Ovidiu Hațegan          | Sebastian Gheorghe Radu Ghinguleac                 | Polska 1:2 Słowacja Włochy 1:0 Walia                                                                   |
| Rosja      | Siergiej Karasiow       | Igor Diemieszko Maksim Gawrilin                    | Włochy 3:0 Szwajcaria Niemcy 2:2 Węgry Holandia 0:2 Czechy                                             |
| Rumunia    | István Kovács           | Vasile Marinescu Ovidiu Artene                     | Macedonia Północna 0:3 Holandia                                                                        |
| Holandia   | Björn Kuipers           | Sander van Roekel Erwin Zeinstra                   | Dania 1:2 Belgia Słowacja 0:5 Hiszpania Czechy 1:2 Dania Włochy 1(3):1(2) Anglia                       |
| Holandia   | Danny Makkelie          | Hessel Steegstra Jan de Vries                      | Turcja 0:3 Włochy Finlandia 0:1 Rosja Anglia 2:0 Niemcy Anglia 2:1 Dania                               |
| Hiszpania  | Antonio Mateu Lahoz     | Pau Cebrián Devís Roberto Díaz Pérez del Palomar   | Belgia 3:0 Rosja Anglia 0:0 Szkocja Portugalia 2:2 Francja                                             |
| Anglia     | Michael Oliver          | Stuart Burt Simon Bennett                          | Węgry 1:1 Francja Szwecja 3:2 Polska Szwajcaria 1(2):1(3) Hiszpania                                    |
| Włochy     | Daniele Orsato          | Alessandro Giallatini Fabiano Preti                | Anglia 1:0 Chorwacja Hiszpania 1:1 Polska Szwecja 1:2 Ukraina                                          |
| Argentyna  | Fernando Rapallini      | Juan Pablo Belatti Diego Bonfá                     | Ukraina 2:1 Macedonia Północna Chorwacja 3:1 Szkocja Francja 3(4):3(5) Szwajcaria                      |
| Niemcy     | Daniel Siebert          | Jan Seidel Rafael Foltyn                           | Szkocja 0:2 Czechy Szwecja 1:0 Słowacja Walia 0:4 Dania                                                |
| Portugalia | Artur Soares Dias       | Rui Tavares Paulo Soares                           | Turcja 0:2 Walia Czechy 0:1 Anglia                                                                     |
| Anglia     | Anthony Taylor          | Gary Beswick Adam Nunn                             | Dania 0:1 Finlandia Portugalia 2:4 Niemcy Włochy 2:1 Austria                                           |
| Francja    | Clément Turpin          | Nicolas Danos Cyril Gringore                       | Walia 1:1 Szwajcaria Rosja 1:4 Dania                                                                   |
| Słowenia   | Slavko Vinčić           | Tomaž Klančnik Andraž Kovačič                      | Hiszpania 0:0 Szwecja Szwajcaria 3:1 Turcja Belgia 1:2 Włochy                                          |

### Sędziowie VAR
| Państwo    | Sędziowie VAR                                                                                                |
| ---------- | --- |
| Anglia     | Stuart Attwell Chris Kavanagh Lee Betts                                                                      |
| Francja    | Jérôme Brisard François Letexier Benjamin Pagès                                                              |
| Niemcy     | Bastian Dankert Christian Dingert Marco Fritz Christian Gittelmann                                           |
| Włochy     | Marco Di Bello Massimiliano Irrati Paolo Valeri Filippo Meli                                                 |
| Holandia   | Kevin Blom Pol van Boekel                                                                                    |
| Polska     | Paweł Gil |
| Portugalia | João Pinheiro                                                                                                |
| Hiszpania  | Alejandro Hernández Hernández Juan Martínez Munuera José María Sánchez Martínez Íñigo Prieto López de Cerain |

### Sędziowie rezerwowi
| Państwo    | Sędzia             | Sędzia asystent     |
| ---------- | ------------------ | ------------------- |
| Bułgaria   | Georgi Kabakow     | Martin Margaritow   |
| Francja    | Stéphanie Frappart | Mikaël Berchebru    |
| Włochy     | Davide Massa       | Stefano Alassio     |
| Polska     | Bartosz Frankowski | Marcin Boniek       |
| Serbia     | Srđan Jovanović    | Uroš Stojković      |
| Szwajcaria | Sandro Schärer     | Stéphane De Almeida |

## Eliminacje
Eliminacje do Euro 2020 odbywały się od marca 2019 r. do marca 2020 r. Wzięło w nich udział 55 reprezentacji narodowych, walczących o 20 miejsc w turnieju. 4 miejsca zostały przydzielone najlepszym niezakwalifikowanym drużynom z każdej dywizji Ligi Narodów UEFA. Kraje, w których znajdują się miasta gospodarze, nie zostały zakwalifikowane automatycznie. Losowanie grup eliminacji odbyło się 2 grudnia 2018 w Dublinie. Lista grup eliminacyjnych:
- Grupa A –  Anglia,  Czechy,  Bułgaria,  Czarnogóra,  Kosowo;
- Grupa B – Portugalia,  Ukraina,  Serbia,  Litwa,  Luksemburg;
- Grupa C –  Holandia,  Niemcy,  Irlandia Północna,  Estonia,  Białoruś;
- Grupa D –  Szwajcaria,  Dania,  Irlandia,  Gruzja,  Gibraltar;
- Grupa E –  Chorwacja,  Walia,  Słowacja,  Węgry,  Azerbejdżan;
- Grupa F –  Hiszpania,  Szwecja,  Norwegia,  Rumunia,  Wyspy Owcze,  Malta;
- Grupa G –  Polska,  Austria,  Izrael,  Słowenia,  Macedonia Północna,  Łotwa;
- Grupa H –  Francja,  Islandia,  Turcja,  Albania,  Mołdawia,  Andora;
- Grupa I –  Belgia,  Rosja,  Szkocja,  Cypr,  Kazachstan,  San Marino;
- Grupa J –  Włochy,  Bośnia i Hercegowina,  Finlandia,  Grecja,  Armenia,  Liechtenstein.

### Procedura losowania grup eliminacyjnych
W pierwszej fazie eliminacji, która była rozgrywana od marca 2019 r., 55 reprezentacji podzielonych zostało na 10 grup (5 pięciozespołowych i 5 sześciozespołowych). Rozstawienie drużyn przed losowaniem zostało przydzielone na podstawie wyników uzyskanych w trakcie rozgrywek Ligi Narodów, które odbyły się na przełomie 2018 i 2019 roku. Finaliści Ligi Narodów 2018/2019 (czterej zwycięzcy grup w lidze A) zostali przydzieleni do grup pięciozespołowych, ze względu na konieczność rozegrania przez nie dodatkowych meczów w ramach turnieju finałowego Ligi Narodów 2018/2019 w marcu 2019 roku. Bezpośredni awans do Mistrzostw Europy uzyskają po dwie najlepsze drużyny z każdej z grup. To daje jednak tylko 20 reprezentacji spośród 24, które pojadą na turniej finałowy. Pozostałe cztery reprezentacje zostaną wyznaczone na podstawie wyników w fazie play-off, do której będzie można zakwalifikować się poprzez rozgrywki Ligi Narodów 2018.
W fazie play-off uprawnieni do występu będą zwycięzcy każdej z czterech grup w każdej z lig A, B, C, D. Jeżeli zwycięzca danej grupy w którejkolwiek z lig zakwalifikuje się do Mistrzostw Europy podczas tradycyjnych eliminacji, prawo do udziału w fazie play-off przechodzi na kolejną drużynę w danej lidze wg rankingu Ligi Narodów. Założenie UEFA jest takie, aby o cztery wolne miejsca rozegrać cztery turnieje eliminacyjne, które rozgrywane będą metodą pucharową: mecz i rewanż półfinałowy oraz mecz finałowy. Tylko zwycięzca każdego z turniejów awansuje do Mistrzostw Europy 2020. Założono również, że w każdym z turniejów rywalizowałyby ze sobą drużyny z tej samej ligi, jednak jeżeli zdarzy się tak, że z którejś ligi mniej niż 4 zespoły będą uprawnione do udziału w fazie play-off (czyli gdy co najmniej 9 drużyn awansuje bezpośrednio do finałów ME), to turniej uzupełnią zespoły z najwyższym rankingiem Ligi Narodów UEFA, które nie wywalczyły awansu bezpośrednio z eliminacji, z zastrzeżeniem, że zwycięzcy grup w swoich ligach nie mogą mierzyć się w turnieju z zespołami z wyższej ligi. Losowanie fazy play-off odbędzie się 22 listopada 2019, a mecze rozegrane miałyby zostać w marcu 2020 roku.

## Drużyny uczestniczące

### Zakwalifikowane drużyny
| Drużyna            | Zakwalifikowana jako       | Data kwalifikacji    | Liczba występów w ME                                                        | Najlepszy wynik w ME           | Wynik          |
| ------------------ | -------------------------- | -------------------- | --------------------------------------------------------------------------- | ------------------------------ | -------------- |
| Anglia             | Zwycięzca grupy A          | 14 listopada 2019    | 9 (1968, 1980, 1988, 1992, 1996, 2000, 2004, 2012, 2016)                    | III/IV miejsce (1968, 1996)    | II Miejsce     |
| Ukraina            | Zwycięzca grupy B          | 14 października 2019 | 2 (2012, 2016)                                                              | Faza grupowa (2012, 2016)      | Ćwierćfinał    |
| Niemcy             | Zwycięzca grupy C          | 16 listopada 2019    | 12 (1972, 1976, 1980, 1984, 1988, 1992, 1996, 2000, 2004, 2008, 2012, 2016) | Mistrzostwo (1972, 1980, 1996) | 1/8 finału     |
| Szwajcaria         | Zwycięzca grupy D          | 18 listopada 2019    | 4 (1996, 2004, 2008, 2016)                                                  | 1/8 finału (2016)              | Ćwierćfinał    |
| Chorwacja          | Zwycięzca grupy E          | 16 listopada 2019    | 5 (1996, 2004, 2008, 2012, 2016)                                            | Ćwierćfinał (1996, 2008)       | 1/8 finału     |
| Hiszpania          | Zwycięzca grupy F          | 15 października 2019 | 10 (1964, 1980, 1984, 1988, 1996, 2000, 2004, 2008, 2012, 2016)             | Mistrzostwo (1964, 2008, 2012) | III/IV Miejsce |
| Polska             | Zwycięzca grupy G          | 13 października 2019 | 3 (2008, 2012, 2016)                                                        | Ćwierćfinał (2016)             | Faza grupowa   |
| Francja            | Zwycięzca grupy H          | 14 listopada 2019    | 9 (1960, 1984, 1992, 1996, 2000, 2004, 2008, 2012, 2016)                    | Mistrzostwo (1984, 2000)       | 1/8 finału     |
| Belgia             | Zwycięzca grupy I          | 10 października 2019 | 5 (1972, 1980, 1984, 2000, 2016)                                            | II miejsce (1980)              | Ćwierćfinał    |
| Włochy             | Zwycięzca grupy J          | 12 października 2019 | 9 (1968, 1980, 1988, 1996, 2000, 2004, 2008, 2012, 2016)                    | Mistrzostwo (1968)             | Mistrzostwo    |
| Czechy             | 2. drużyna grupy A         | 14 listopada 2019    | 9 (1960, 1976, 1980, 1996, 2000, 2004, 2008, 2012, 2016)                    | Mistrzostwo (1976)             | Ćwierćfinał    |
| Portugalia         | 2. drużyna grupy B         | 17 listopada 2019    | 7 (1984, 1996, 2000, 2004, 2008, 2012, 2016)                                | Mistrzostwo (2016)             | 1/8 finału     |
| Holandia           | 2. drużyna grupy C         | 16 listopada 2019    | 9 (1976, 1980, 1988, 1992, 1996, 2000, 2004, 2008, 2012)                    | Mistrzostwo (1988)             | 1/8 finału     |
| Dania              | 2. drużyna grupy D         | 18 listopada 2019    | 8 (1964, 1984, 1988, 1992, 1996, 2000, 2004, 2012)                          | Mistrzostwo (1992)             | III/IV Miejsce |
| Walia              | 2. drużyna grupy E         | 19 listopada 2019    | 1 (2016)                                                                    | III/IV miejsce (2016)          | 1/8 finału     |
| Szwecja            | 2. drużyna grupy F         | 15 listopada 2019    | 6 (1992, 2000, 2004, 2008, 2012, 2016)                                      | III/IV miejsce (1992)          | 1/8 finału     |
| Austria            | 2. drużyna grupy G         | 16 listopada 2019    | 2 (2008, 2016)                                                              | Faza grupowa (2008, 2016)      | 1/8 finału     |
| Turcja             | 2. drużyna grupy H         | 14 listopada 2019    | 4 (1996, 2000, 2008, 2016)                                                  | III/IV miejsce (2008)          | Faza grupowa   |
| Rosja              | 2. drużyna grupy I         | 13 października 2019 | 11 (1960, 1964, 1968, 1972, 1988, 1992, 1996, 2004, 2008, 2012, 2016)       | Mistrzostwo (1960)             | Faza grupowa   |
| Finlandia          | 2. drużyna grupy J         | 15 listopada 2019    | debiutant                                                                   | debiutant                      | Faza grupowa   |
| Węgry              | zwycięzca barażu dywizji A | 12 listopada 2020    | 3 (1964, 1972, 2016)                                                        | III miejsce (1964)             | Faza grupowa   |
| Słowacja           | zwycięzca barażu dywizji B | 12 listopada 2020    | 1 (2016)                                                                    | 1/8 finału (2016)              | Faza grupowa   |
| Szkocja            | zwycięzca barażu dywizji C | 12 listopada 2020    | 2 (1992, 1996)                                                              | Faza grupowa (1992, 1996)      | Faza grupowa   |
| Macedonia Północna | zwycięzca barażu dywizji D | 12 listopada 2020    | debiutant                                                                   | debiutant                      | Faza grupowa   |

## Podział na koszyki
20 reprezentacji zakwalifikowanych do Euro 2020 po fazie grupowej eliminacji, a także 4 nieznane w dniu losowania drużyny (zwycięzcy barażów rozgrywanych w marcu) zostało podzielonych na 4 koszyki, w każdym po 6 drużyn. Reprezentacje krajów, w których odbędą się mecze fazy grupowej, zostaną automatycznie dołączeni do grup, które będą rozgrywać mecze w tym państwie, tak, aby dana reprezentacja mogła być gospodarzem. Zgodnie z tym, Włochy zostaną dołączone do grupy A, Rosja oraz Dania do grupy B, Holandia do grupy C, Anglia do grupy D, Hiszpania do grupy E oraz Niemcy do grupy F. Podobnie zostaną dołączeni przyszli zwycięzcy barażów, w których wystąpią kraje-gospodarze. Pozostałe drużyny wyłoni losowanie.
| Koszyk 1                                                  | Koszyk 2                                                       | Koszyk 3                                                   | Koszyk 4                                                              |
| --------------------------------------------------------- | -------------------------------------------------------------- | ---------------------------------------------------------- | --------------------------------------------------------------------- |
| - Belgia - Anglia - Włochy - Hiszpania - Ukraina - Niemcy | - Chorwacja - Rosja - Szwajcaria - Francja - Holandia - Polska | - Austria - Dania - Turcja - Szwecja - Portugalia - Czechy | - Finlandia - Walia - Węgry - Słowacja - Szkocja - Macedonia Północna |

### Niedozwolone pary
Z powodów politycznych UEFA ustanowiła pary drużyn, które są uważane za niedozwolone. Oprócz braku możliwości bycia wylosowanym do tej samej grupy, zespoły niebędące gospodarzami nie mogą trafić do grupy, w której gospodarzem jest
„kolidujący” kraj (nawet jeśli gospodarz się nie zakwalifikuje do turnieju). Niedozwolone pary są następujące:
- Kosowo / Rosja;
- Rosja / Ukraina

Ponadto, pary takie jak Kosowo / Bośnia i Hercegowina oraz Kosowo / Serbia również zostały uznane za niedozwolone, ale wszystkie drużyny z tych par biorą udział w barażach i wszystkie trafią do koszyka nr 4.

### Losowanie fazy grupowej
Losowanie odbyło się 30 listopada 2019 o godzinie 18:00 w Bukareszcie.

## Przebieg
Pierwszy gol turnieju padł w 53. minucie meczu otwarcia Turcja – Włochy dla zespołu z Półwyspu Apenińskiego. Po zagraniu piłki w pole karne przez Domenico Berardiego, piłkę do własnej bramki skierował turecki obrońca, Merih Demiral. Spotkanie zakończyło się wynikiem 0:3.
12 czerwca 2021 podczas meczu Dania – Finlandia (0:1) w Grupie B, w 42. minucie spotkania duński pomocnik Christian Eriksen stracił przytomność i był reanimowany na murawie. Późniejsze doniesienia wskazywały, że piłkarz przebył atak serca. Został przewieziony do Rigshospitalet w Kopenhadze. Jego stan jest stabilny. O godzinie 20:30 mecz został wznowiony.
13 czerwca 2021 tuż po rozpoczęciu spotkania Anglia – Chorwacja (1:0) jeden z kibiców spadł z trybun stadionu Wembley.
14 czerwca 2021 w 18. minucie meczu Polska – Słowacja (1:2) padł pierwszy w historii mistrzostw Europy gol samobójczy bramkarza w wykonaniu Wojciecha Szczęsnego.
15 czerwca 2021 po meczu Węgry – Portugalia (0:3) podczas konferencji prasowej Cristiano Ronaldo odsunął od siebie butelki Coca-Coli oraz polecił picie wody. Zachowanie piłkarza odbiło się na wynikach akcji spółki, która straciła 4 mld dolarów. Przedstawiciele turnieju zapewnili, że każdy zawodnik ma do wyboru Coca-Colę, Coca-Colę Zero i wodę. Tego samego dnia podobny gest zrobił Paul Pogba, który na konferencji prasowej po meczu Francja – Niemcy (1:0) odsunął od siebie butelkę bezalkoholowego Heinekena, sponsora tegorocznych mistrzostw. Ten czyn był podyktowany wiarą piłkarza, który od kilku lat jest muzułmaninem.
15 czerwca 2021 przed rozpoczęciem meczu Francja – Niemcy (1:0) na murawie wylądował paralotniarz, który był aktywistą organizacji Greenpeace. Mężczyzna zaczepił się o kable przytrzymujące kamerę nad murawą. Dwie osoby zostały ranne po uderzeniu śmigłem od paralotni. Była to zaplanowana akcja organizacji Greenpeace, która chciała zaprotestować przeciwko jednemu ze sponsorów turnieju – Volkswagenowi. Na Twitterze organizacja zaapelowała: „Przestańcie sprzedawać szkodliwe dla klimatu samochody z silnikiem Diesla i benzyną”.
16 czerwca 2021 zawodnik reprezentacji Austrii Marko Arnautović został zawieszony na jeden mecz za znieważenie rywala w meczu przeciw Macedonii Północnej.
16 czerwca 2021 do akcji rozpoczętej przez Cristiano Ronaldo dołączył Manuel Locatelli, który również odsunął od siebie butelki Coca-Coli na konferencji prasowej po meczu Włochy – Szwajcaria (3:0). Natomiast Stanisław Czerczesow na konferencji przed meczem Finlandia – Rosja (0:1) wypił Coca-Colę w odpowiedzi na zainicjowaną akcję. Podobnie zachowali się również Romelu Lukaku oraz Andrij Jarmołenko.
19 czerwca 2021 podczas meczu Portugalia – Niemcy (2:4) bramkarz reprezentacji Niemiec Manuel Neuer zagrał w meczu z tęczową opaską. Chciał w ten sposób okazać wsparcie dla osób LGBT+ oraz przypomnieć o obchodzonym w czerwcu Miesiącu Dumy, który promuje równość i solidarność. UEFA wszczęła postępowanie w tej sprawie, ponieważ przepisy zabraniają używania politycznych symboli podczas meczów. Ostatecznie UEFA potraktowała to jako „symbol różnorodności użyty w dobrej sprawie”.
20 czerwca 2021 władze Monachium wystosowały list do UEFA z prośbą o zgodę na zorganizowanie protestu przeciwko „homofobicznej polityce” premiera Węgier Viktora Orbána. Rada Miasta zdecydowała się podświetlić stadion przed i w trakcie meczu Niemcy – Węgry na tęczowo. UEFA nie wyraziła zgody na podświetlenie stadionu. Według dziennika Bild UEFA „powołała się na swoje wytyczne, zgodnie z którymi wszystkie stadiony na Euro mogą być podświetlone jedynie kolorami tej organizacji oraz reprezentacji uczestniczących w turnieju”.
21 czerwca 2021 mecz w grupie B Finlandia – Belgia został zakłócony poprzez kobietę, która wtargnęła na murawę stadionu w Petersburgu.
11 lipca 2021 podczas finału pod koniec regulaminowego czasu gry na murawę wbiegł intruz, co skutkowało przerwaniem meczu. Po zakończeniu zwycięskiej dla Włochów serii jedenastek kilku piłkarzy angielskich w czasie ceremonii dekoracji w geście niezadowolenia zdjęło srebrne medale. Zarówno przed meczem finałowym jak i w jego trakcie dochodziło do zamieszek.

## Rozgrywki
Oficjalny terminarz ogłoszono 24 maja 2018. Mecze fazy grupowej podczas turnieju są rozgrywane o 15:00, 18:00 i 21:00 czasu środkowoeuropejskiego letniego.
W 1/8 finału, gdzie awansują 4 najlepsze zespoły z 3. miejsc, kolejność meczów z tymi drużynami zależy od tego, z jakiej są grupy (kolorem żółtym jest zaznaczony wariant, który stał się faktem):
| 4 najlepsze zespoły z 3. miejsc | Rywal zwycięzcy grupy B | Rywal zwycięzcy grupy C | Rywal zwycięzcy grupy E | Rywal zwycięzcy grupy F |
| ------------------------------- | ----------------------- | ----------------------- | ----------------------- | ----------------------- |
| A B C D                         | 3. miejsce z grupy A    | 3. miejsce z grupy D    | 3. miejsce z grupy B    | 3. miejsce z grupy C    |
| A B C E                         | 3. miejsce z grupy A    | 3. miejsce z grupy E    | 3. miejsce z grupy B    | 3. miejsce z grupy C    |
| A B C F                         | 3. miejsce z grupy A    | 3. miejsce z grupy F    | 3. miejsce z grupy B    | 3. miejsce z grupy C    |
| A B D E                         | 3. miejsce z grupy D    | 3. miejsce z grupy E    | 3. miejsce z grupy A    | 3. miejsce z grupy B    |
| A B D F                         | 3. miejsce z grupy D    | 3. miejsce z grupy F    | 3. miejsce z grupy A    | 3. miejsce z grupy B    |
| A B E F                         | 3. miejsce z grupy E    | 3. miejsce z grupy F    | 3. miejsce z grupy B    | 3. miejsce z grupy A    |
| A C D E                         | 3. miejsce z grupy E    | 3. miejsce z grupy D    | 3. miejsce z grupy C    | 3. miejsce z grupy A    |
| A C D F                         | 3. miejsce z grupy F    | 3. miejsce z grupy D    | 3. miejsce z grupy C    | 3. miejsce z grupy A    |
| A C E F                         | 3. miejsce z grupy E    | 3. miejsce z grupy F    | 3. miejsce z grupy C    | 3. miejsce z grupy A    |
| A D E F                         | 3. miejsce z grupy E    | 3. miejsce z grupy F    | 3. miejsce z grupy D    | 3. miejsce z grupy A    |
| B C D E                         | 3. miejsce z grupy E    | 3. miejsce z grupy D    | 3. miejsce z grupy B    | 3. miejsce z grupy C    |
| B C D F                         | 3. miejsce z grupy F    | 3. miejsce z grupy D    | 3. miejsce z grupy C    | 3. miejsce z grupy B    |
| B C E F                         | 3. miejsce z grupy F    | 3. miejsce z grupy E    | 3. miejsce z grupy C    | 3. miejsce z grupy B    |
| B D E F                         | 3. miejsce z grupy F    | 3. miejsce z grupy E    | 3. miejsce z grupy D    | 3. miejsce z grupy B    |
| C D E F                         | 3. miejsce z grupy F    | 3. miejsce z grupy E    | 3. miejsce z grupy D    | 3. miejsce z grupy C    |

## Faza grupowa
Za zwycięstwo przyznawane są trzy punkty, za remis jeden, o kolejności w grupie będzie decydować suma zdobytych punktów. Do 1/8 finału awansują wszyscy zwycięzcy grup, wszystkie drużyny z drugich miejsc i cztery najlepsze drużyny z trzecich miejsc. Gdy dwie lub więcej drużyn uzyskają tę samą liczbę punktów (po rozegraniu wszystkich meczów w grupie), o kolejności decydują kryteria określone przez UEFA, kolejno:
1. Większa liczba punktów zdobytych w meczach pomiędzy tymi drużynami;
2. Lepszy bilans zdobytych i straconych bramek w meczach pomiędzy tymi drużynami;
3. Większa liczba bramek zdobytych pomiędzy tymi drużynami;
4. Jeżeli po zastosowaniu kryteriów 1-3 pozostają drużyny, dla których nie rozstrzygnięto kolejności, kryteria 1-3 powtarza się z udziałem tylko tych drużyn, jeżeli kolejność jest nierozstrzygnięta, stosuje się dalsze punkty;
5. Lepszy bilans zdobytych i straconych bramek w meczach w grupie;
6. Większa liczba bramek zdobytych we wszystkich meczach w grupie;
7. Większa liczba wygranych meczów we wszystkich meczach w grupie;
8. Jeśli w ostatniej kolejce fazy grupowej, dwie drużyny zmierzą się ze sobą i każda z nich ma taką samą liczbę punktów, jak również taką samą liczbę zdobytych i straconych bramek, a wynik zakończy się remisem w meczu pomiędzy tymi drużynami, ustala się ich miejsce grupowe przez serię rzutów karnych. (Kryterium to nie jest stosowane, jeśli więcej niż dwie drużyny mają taką samą liczbę punktów.);
9. Klasyfikacja Fair Play turnieju finałowego;
10. Pozycja w rankingu eliminacji do turnieju głównego.

Jeżeli dwie drużyny uzyskały tę samą liczbę punktów oraz tę samą liczbę bramek i grają ostatni grupowy mecz ze sobą i remisują na koniec tego meczu, to kolejność tych drużyn rozstrzygają rzuty karne (bezpośrednio po tym meczu) – pod warunkiem, że żadne inne drużyny nie uzyskały tej samej liczby punktów po zakończeniu meczów grupowych. Wcześniej wymienione kryteria stosuje się jeżeli więcej, niż dwie drużyny uzyskają tę samą liczbę punktów.
4 najlepsze drużyny, spośród tych, które zajęły 3. miejsca w grupach, ustala się na podstawie następujących kryteriów (biorąc pod uwagę wszystkie mecze grupowe), kolejno:
1. Większa liczba zdobytych punktów;
2. Lepszy bilans (większa różnica) bramek zdobytych i straconych;
3. Większa liczba bramek zdobytych;
4. Większa liczba wygranych meczów;
5. Klasyfikacja fair play turnieju finałowego;
6. Pozycja w rankingu eliminacji do turnieju głównego.

Legenda:
- Pkt – liczba punktów
- M – liczba meczów
- W – wygrane
- R – remisy
- P – porażki
- Br+ – bramki zdobyte
- Br− – bramki stracone
- +/− – różnica bramek

### Grupa A
| Zespół     | Pkt | M | W | R | P | Br+ | Br− | +/− |
| ---------- | --- | - | - | - | - | --- | --- | --- |
| Włochy     | 9   | 3 | 3 | 0 | 0 | 7   | 0   | +7  |
| Walia      | 4   | 3 | 1 | 1 | 1 | 3   | 2   | +1  |
| Szwajcaria | 4   | 3 | 1 | 1 | 1 | 4   | 5   | -1  |
| Turcja     | 0   | 3 | 0 | 0 | 3 | 1   | 8   | -7  |

| 11 czerwca 2021 21:00 CEST | Turcja | 0:3(0:0)Raport | Włochy · 53' (sam.) Demiral · 66' Immobile · 79' Insigne | Stadio Olimpico, Rzym Widzów: 12 916 Sędzia: Danny Makkelie |
|                            |        |                |                                                          |                                                             |

| 12 czerwca 2021 15:00 CEST | Walia · Moore 74' | 1:1(0:0)Raport | Szwajcaria · 49' Embolo | Stadion Olimpijski, Baku Widzów: 8782 Sędzia: Clément Turpin |
|                            |                   |                |                         |                                                              |

| 16 czerwca 2021 18:00 CEST | Turcja | 0:2(0:1)Raport | Walia · 42' Ramsey · 90+5' Roberts | Stadion Olimpijski, Baku Widzów: 19 762 Sędzia: Artur Soares Dias |
|                            |        |                |                                    |                                                                   |

| 16 czerwca 2021 21:00 CEST | Włochy · Locatelli 26', 52' · Immobile 89' | 3:0(1:0)Raport | Szwajcaria | Stadio Olimpico, Rzym Widzów: 12 445 Sędzia: Siergiej Karasiow |
|                            |                                            |                |            |                                                                |

| 20 czerwca 2021 18:00 CEST | Szwajcaria · Seferović 6' · Shaqiri 26', 68' | 3:1(2:0)Raport | Turcja · 62' Kahveci | Stadion Olimpijski, Baku Widzów: 17 138 Sędzia: Slavko Vinčić |
|                            |                                              |                |                      |                                                               |

| 20 czerwca 2021 18:00 CEST | Włochy · Pessina 39' | 1:0(1:0)Raport | Walia | Stadio Olimpico, Rzym Widzów: 11 541 Sędzia: Ovidiu Hațegan |
|                            |                      |                |       |                                                             |

### Grupa B
| Zespół    | Pkt | M | W | R | P | Br+ | Br− | +/− |
| --------- | --- | - | - | - | - | --- | --- | --- |
| Belgia    | 9   | 3 | 3 | 0 | 0 | 7   | 1   | +6  |
| Dania     | 3   | 3 | 1 | 0 | 2 | 5   | 4   | +1  |
| Finlandia | 3   | 3 | 1 | 0 | 2 | 1   | 3   | -2  |
| Rosja     | 3   | 3 | 1 | 0 | 2 | 2   | 7   | -5  |

| 12 czerwca 2021 18:00 CEST | Dania | 0:1(0:0)Raport | Finlandia · 60' Pohjanpalo | Parken, Kopenhaga Widzów: 13 790 Sędzia: Anthony Taylor |
|                            |       |                |                            |                                                         |

| 12 czerwca 2021 21:00 CEST | Belgia · Lukaku 10', 88' · Meunier 34' | 3:0(2:0)Raport | Rosja | Stadion Kriestowskij, Petersburg Widzów: 26 264 Sędzia: Antonio Mateu Lahoz |
|                            |                                        |                |       |                                                                             |

| 16 czerwca 2021 15:00 CEST | Finlandia | 0:1(0:1)Raport | Rosja · 45+2' Miranczuk | Stadion Kriestowskij, Petersburg Widzów: 24 540 Sędzia: Danny Makkelie |
|                            |           |                |                         |                                                                        |

| 17 czerwca 2021 18:00 CEST | Dania · Poulsen 2' | 1:2(1:0)Raport | Belgia · 55' T. Hazard · 70' De Bruyne | Parken, Kopenhaga Widzów: 23 395 Sędzia: Björn Kuipers |
|                            |                    |                |                                        |                                                        |

| 21 czerwca 2021 21:00 CEST | Rosja · Dziuba 70' (k.) | 1:4(0:1)Raport | Dania · 38' Damsgaard · 59' Poulsen · 79' Christensen · 82' Mæhle | Parken, Kopenhaga Widzów: 23 644 Sędzia: Clément Turpin |
|                            |                         |                |                                                                   |                                                         |

| 21 czerwca 2021 21:00 CEST | Finlandia | 0:2(0:0)Raport | Belgia · 74' (sam.) Hradecky · 81' Lukaku | Stadion Kriestowskij, Petersburg Widzów: 18 545 Sędzia: Felix Brych |
|                            |           |                |                                           |                                                                     |

### Grupa C
| Zespół             | Pkt | M | W | R | P | Br+ | Br− | +/− |
| ------------------ | --- | - | - | - | - | --- | --- | --- |
| Holandia           | 9   | 3 | 3 | 0 | 0 | 8   | 2   | +6  |
| Austria            | 6   | 3 | 2 | 0 | 1 | 4   | 3   | +1  |
| Ukraina            | 3   | 3 | 1 | 0 | 2 | 4   | 5   | -1  |
| Macedonia Północna | 0   | 3 | 0 | 0 | 3 | 2   | 8   | -6  |

| 13 czerwca 2021 18:00 CEST | Austria · Lainer 18' · Gregoritsch 78' · Arnautović 89' | 3:1(1:1)Raport | Macedonia Północna · 28' Pandew | Arena Narodowa, Bukareszt Widzów: 9082 Sędzia: Andreas Ekberg |
|                            |                                                         |                |                                 |                                                               |

| 13 czerwca 2021 21:00 CEST | Holandia · Wijnaldum 52' · Weghorst 59' · Dumfries 85' | 3:2(0:0)Raport | Ukraina · 75' Jarmołenko · 79' Jaremczuk | Johan Cruijff Arena, Amsterdam Widzów: 15 837 Sędzia: Felix Brych |
|                            |                                                        |                |                                          |                                                                   |

| 17 czerwca 2021 15:00 CEST | Ukraina · Jarmołenko 29' · Jaremczuk 34' | 2:1(2:0)Raport | Macedonia Północna · 57' Alioski | Arena Narodowa, Bukareszt Widzów: 10 001 Sędzia: Fernando Rapallini |
|                            |                                          |                |                                  |                                                                     |

| 17 czerwca 2021 21:00 CEST | Holandia · Depay 11' (k.) · Dumfries 67' | 2:0(1:0)Raport | Austria | Johan Cruijff Arena, Amsterdam Widzów: 15 243 Sędzia: Orel Grinfeld |
|                            |                                          |                |         |                                                                     |

| 21 czerwca 2021 18:00 CEST | Macedonia Północna | 0:3(0:1)Raport | Holandia · 24' Depay · 51', 58' Wijnaldum | Johan Cruijff Arena, Amsterdam Widzów: 15 227 Sędzia: István Kovács |
|                            |                    |                |                                           |                                                                     |

| 21 czerwca 2021 18:00 CEST | Ukraina | 0:1(0:1)Raport | Austria · 21' Baumgartner | Arena Narodowa, Bukareszt Widzów: 10 472 Sędzia: Cüneyt Çakır |
|                            |         |                |                           |                                                               |

### Grupa D
| Zespół    | Pkt | M | W | R | P | Br+ | Br− | +/− |
| --------- | --- | - | - | - | - | --- | --- | --- |
| Anglia    | 7   | 3 | 2 | 1 | 0 | 2   | 0   | +2  |
| Chorwacja | 4   | 3 | 1 | 1 | 1 | 4   | 3   | +1  |
| Czechy    | 4   | 3 | 1 | 1 | 1 | 3   | 2   | +1  |
| Szkocja   | 1   | 3 | 0 | 1 | 2 | 1   | 5   | -4  |

| 13 czerwca 2021 15:00 CEST | Anglia · Sterling 57' | 1:0(0:0)Raport | Chorwacja | Stadion Wembley, Londyn Widzów: 18 497 Sędzia: Daniele Orsato |
|                            |                       |                |           |                                                               |

| 14 czerwca 2021 15:00 CEST | Szkocja | 0:2(0:1)Raport | Czechy · 42', 52' Schick | Hampden Park, Glasgow Widzów: 9847 Sędzia: Daniel Siebert |
|                            |         |                |                          |                                                           |

| 18 czerwca 2021 18:00 CEST | Chorwacja · Perišić 47' | 1:1(0:1)Raport | Czechy · 37' (k.) Schick | Hampden Park, Glasgow Widzów: 5607 Sędzia: Carlos del Cerro Grande |
|                            |                         |                |                          |                                                                    |

| 18 czerwca 2021 21:00 CEST | Anglia | 0:0(0:0)Raport | Szkocja | Stadion Wembley, Londyn Widzów: 20 306 Sędzia: Antonio Mateu Lahoz |
|                            |        |                |         |                                                                    |

| 22 czerwca 2021 21:00 CEST | Chorwacja · Vlašić 17' · Modrić 62' · Perišić 77' | 3:1(1:1)Raport | Szkocja · 42' McGregor | Hampden Park, Glasgow Widzów: 9896 Sędzia: Fernando Rapallini |
|                            |                                                   |                |                        |                                                               |

| 22 czerwca 2021 21:00 CEST | Czechy | 0:1(0:1)Raport | Anglia · 12' Sterling | Stadion Wembley, Londyn Widzów: 19 104 Sędzia: Artur Soares Dias |
|                            |        |                |                       |                                                                  |

### Grupa E
| Zespół    | Pkt | M | W | R | P | Br+ | Br− | +/− |
| --------- | --- | - | - | - | - | --- | --- | --- |
| Szwecja   | 7   | 3 | 2 | 1 | 0 | 4   | 2   | +2  |
| Hiszpania | 5   | 3 | 1 | 2 | 0 | 6   | 1   | +5  |
| Słowacja  | 3   | 3 | 1 | 0 | 2 | 2   | 7   | -5  |
| Polska    | 1   | 3 | 0 | 1 | 2 | 4   | 6   | -2  |

| 14 czerwca 2021 18:00 CEST | Polska · Linetty 46' | 1:2(0:1)Raport | Słowacja · 18' (sam.) Szczęsny · 69' Škriniar | Stadion Kriestowskij, Petersburg Widzów: 12 862 Sędzia: Ovidiu Hațegan |
|                            |                      |                |                                               |                                                                        |

| 14 czerwca 2021 21:00 CEST | Hiszpania | 0:0(0:0)Raport | Szwecja | Estadio La Cartuja, Sewilla Widzów: 10 559 Sędzia: Slavko Vinčić |
|                            |           |                |         |                                                                  |

| 18 czerwca 2021 15:00 CEST | Szwecja · Forsberg 77' (k.) | 1:0(0:0)Raport | Słowacja | Stadion Kriestowskij, Petersburg Widzów: 11 525 Sędzia: Daniel Siebert |
|                            |                             |                |          |                                                                        |

| 19 czerwca 2021 21:00 CEST | Hiszpania · Morata 25' | 1:1(1:0)Raport | Polska · 54' Lewandowski | Estadio La Cartuja, Sewilla Widzów: 11 742 Sędzia: Daniele Orsato |
|                            |                        |                |                          |                                                                   |

| 23 czerwca 2021 18:00 CEST | Słowacja | 0:5(0:2)Raport | Hiszpania · 30' (sam.) Dúbravka · 45+3' Laporte · 56' Sarabia · 67' F. Torres · 71' (sam.) Kucka | Estadio La Cartuja, Sewilla Widzów: 11 204 Sędzia: Björn Kuipers |
|                            |          |                |                                                                                                  |                                                                  |

| 23 czerwca 2021 18:00 CEST | Szwecja · Forsberg 2', 59' · Claesson 90+4' | 3:2(1:0)Raport | Polska · 61', 84' Lewandowski | Stadion Kriestowskij, Petersburg Widzów: 14 252 Sędzia: Michael Oliver |
|                            |                                             |                |                               |                                                                        |

### Grupa F
| Zespół     | Pkt | M | W | R | P | Br+ | Br− | +/− |
| ---------- | --- | - | - | - | - | --- | --- | --- |
| Francja    | 5   | 3 | 1 | 2 | 0 | 4   | 3   | +1  |
| Niemcy     | 4   | 3 | 1 | 1 | 1 | 6   | 5   | +1  |
| Portugalia | 4   | 3 | 1 | 1 | 1 | 7   | 6   | +1  |
| Węgry      | 2   | 3 | 0 | 2 | 1 | 3   | 6   | -3  |

| 15 czerwca 2021 18:00 CEST | Węgry | 0:3(0:0)Raport | Portugalia · 84' Guerreiro · 87' (k.), 90+2' Ronaldo | Puskás Aréna, Budapeszt Widzów: 55 662 Sędzia: Cüneyt Çakır |
|                            |       |                |                                                      |                                                             |

| 15 czerwca 2021 21:00 CEST | Francja · Hummels 20' (sam.) | 1:0(1:0)Raport | Niemcy | Allianz Arena, Monachium Widzów: 13 000 Sędzia: Carlos del Cerro Grande |
|                            |                              |                |        |                                                                         |

| 19 czerwca 2021 15:00 CEST | Węgry · Fiola 45+2' | 1:1(1:0)Raport | Francja · 66' Griezmann | Puskás Aréna, Budapeszt Widzów: 55 998 Sędzia: Michael Oliver |
|                            |                     |                |                         |                                                               |

| 19 czerwca 2021 18:00 CEST | Portugalia · Ronaldo 15' · Jota 67' | 2:4(1:2)Raport | Niemcy · 35' (sam.) Dias · 39' (sam.) Guerreiro · 51' Havertz · 60' Gosens | Allianz Arena, Monachium Widzów: 12 926 Sędzia: Anthony Taylor |
|                            |                                     |                |                                                                            |                                                                |

| 23 czerwca 2021 21:00 CEST | Portugalia · Ronaldo 31' (k.), 60' (k.) | 2:2(1:1)Raport | Francja · 45+2' (k.), 47' Benzema | Puskás Aréna, Budapeszt Widzów: 54 886 Sędzia: Antonio Mateu Lahoz |
|                            |                                         |                |                                   |                                                                    |

| 23 czerwca 2021 21:00 CEST | Niemcy · Havertz 66' · Goretzka 84' | 2:2(0:1)Raport | Węgry · 11' Ád. Szalai · 68' Schäfer | Allianz Arena, Monachium Widzów: 12 413 Sędzia: Siergiej Karasiow |
|                            |                                     |                |                                      |                                                                   |

### Ranking drużyn z trzecich miejsc
| Grupa | Zespół     | Pkt | M | W | R | P | Br+ | Br− | +/− |
| ----- | ---------- | --- | - | - | - | - | --- | --- | --- |
| F     | Portugalia | 4   | 3 | 1 | 1 | 1 | 7   | 6   | +1  |
| D     | Czechy     | 4   | 3 | 1 | 1 | 1 | 3   | 2   | +1  |
| A     | Szwajcaria | 4   | 3 | 1 | 1 | 1 | 4   | 5   | -1  |
| C     | Ukraina    | 3   | 3 | 1 | 0 | 2 | 4   | 5   | -1  |
| B     | Finlandia  | 3   | 3 | 1 | 0 | 2 | 1   | 3   | -2  |
| E     | Słowacja   | 3   | 3 | 1 | 0 | 2 | 2   | 7   | -5  |

## Faza pucharowa

### Drabinka
|  |                        |            |                      |      |                   |              |  |  |           |           |  |  |       |       |
|  | 1/8 finału             | 1/8 finału |                      |      | Ćwierćfinały      | Ćwierćfinały |  |  | Półfinały | Półfinały |  |  | Finał | Finał |
|  | 1/8 finału             | 1/8 finału |                      |      | Ćwierćfinały      | Ćwierćfinały |  |  | Półfinały | Półfinały |  |  | Finał | Finał |
|  | 27 czerwca – Sewilla   |            |                      |      |                   |              |  |  |           |           |  |  |       |       |
|  |                        |            |                      |      |                   |              |  |  |           |           |  |  |       |       |
|  | Belgia                 | 1          |                      |      |                   |              |  |  |           |           |  |  |       |       |
|  | Belgia                 | 1          | 2 lipca – Monachium  |      |                   |              |  |  |           |           |  |  |       |       |
|  | Portugalia             | 0          |                      |      |                   |              |  |  |           |           |  |  |       |       |
|  | Portugalia             | 0          |                      |      | Belgia            | 1            |  |  |           |           |  |  |       |       |
|  | 26 czerwca – Londyn    |            |                      |      | Belgia            | 1            |  |  |           |           |  |  |       |       |
|  |                        |            | Włochy               | 2    |                   |              |  |  |           |           |  |  |       |       |
|  | Włochy                 | 2          | Włochy               | 2    |                   |              |  |  |           |           |  |  |       |       |
|  | Włochy                 | 2          |                      |      | 6 lipca – Londyn  |              |  |  |           |           |  |  |       |       |
|  | Austria                | 1          |                      |      |                   |              |  |  |           |           |  |  |       |       |
|  | Austria                | 1          |                      |      | Włochy            | 1(4)         |  |  |           |           |  |  |       |       |
|  | 28 czerwca – Bukareszt |            |                      |      | Włochy            | 1(4)         |  |  |           |           |  |  |       |       |
|  |                        |            | Hiszpania            | 1(2) |                   |              |  |  |           |           |  |  |       |       |
|  | Francja                | 3(4)       | Hiszpania            | 1(2) |                   |              |  |  |           |           |  |  |       |       |
|  | Francja                | 3(4)       | 2 lipca – Petersburg |      |                   |              |  |  |           |           |  |  |       |       |
|  | Szwajcaria             | 3(5)       |                      |      |                   |              |  |  |           |           |  |  |       |       |
|  | Szwajcaria             | 3(5)       |                      |      | Szwajcaria        | 1(1)         |  |  |           |           |  |  |       |       |
|  | 28 czerwca – Kopenhaga |            |                      |      | Szwajcaria        | 1(1)         |  |  |           |           |  |  |       |       |
|  |                        |            | Hiszpania            | 1(3) |                   |              |  |  |           |           |  |  |       |       |
|  | Chorwacja              | 3          | Hiszpania            | 1(3) |                   |              |  |  |           |           |  |  |       |       |
|  | Chorwacja              | 3          |                      |      | 11 lipca – Londyn |              |  |  |           |           |  |  |       |       |
|  | Hiszpania              | 5          |                      |      |                   |              |  |  |           |           |  |  |       |       |
|  | Hiszpania              | 5          |                      |      | Włochy            | 1(3)         |  |  |           |           |  |  |       |       |
|  | 29 czerwca – Glasgow   |            |                      |      | Włochy            | 1(3)         |  |  |           |           |  |  |       |       |
|  |                        |            | Anglia               | 1(2) |                   |              |  |  |           |           |  |  |       |       |
|  | Szwecja                | 1          | Anglia               | 1(2) |                   |              |  |  |           |           |  |  |       |       |
|  | Szwecja                | 1          | 3 lipca – Rzym       |      |                   |              |  |  |           |           |  |  |       |       |
|  | Ukraina                | 2          |                      |      |                   |              |  |  |           |           |  |  |       |       |
|  | Ukraina                | 2          |                      |      | Ukraina           | 0            |  |  |           |           |  |  |       |       |
|  | 29 czerwca – Londyn    |            |                      |      | Ukraina           | 0            |  |  |           |           |  |  |       |       |
|  |                        |            | Anglia               | 4    |                   |              |  |  |           |           |  |  |       |       |
|  | Anglia                 | 2          | Anglia               | 4    |                   |              |  |  |           |           |  |  |       |       |
|  | Anglia                 | 2          |                      |      | 7 lipca – Londyn  |              |  |  |           |           |  |  |       |       |
|  | Niemcy                 | 0          |                      |      |                   |              |  |  |           |           |  |  |       |       |
|  | Niemcy                 | 0          |                      |      | Anglia            | 2            |  |  |           |           |  |  |       |       |
|  | 27 czerwca – Budapeszt |            |                      |      | Anglia            | 2            |  |  |           |           |  |  |       |       |
|  |                        |            | Dania                | 1    |                   |              |  |  |           |           |  |  |       |       |
|  | Holandia               | 0          | Dania                | 1    |                   |              |  |  |           |           |  |  |       |       |
|  | Holandia               | 0          | 3 lipca – Baku       |      |                   |              |  |  |           |           |  |  |       |       |
|  | Czechy                 | 2          |                      |      |                   |              |  |  |           |           |  |  |       |       |
|  | Czechy                 | 2          |                      |      | Czechy            | 1            |  |  |           |           |  |  |       |       |
|  | 26 czerwca – Amsterdam |            |                      |      | Czechy            | 1            |  |  |           |           |  |  |       |       |
|  |                        |            | Dania                | 2    |                   |              |  |  |           |           |  |  |       |       |
|  | Walia                  | 0          | Dania                | 2    |                   |              |  |  |           |           |  |  |       |       |
|  | Walia                  | 0          |                      |      |                   |              |  |  |           |           |  |  |       |       |
|  | Dania                  | 4          |                      |      |                   |              |  |  |           |           |  |  |       |       |
|  | Dania                  | 4          |                      |      |                   |              |  |  |           |           |  |  |       |       |
|  |                        |            |                      |      |                   |              |  |  |           |           |  |  |       |       |

### 1/8 finału
| Mecz 38 26 czerwca 2021 18:00 CEST | Walia | 0:4(0:1)Raport | Dania · 27', 48' Dolberg · 88' Mæhle · 90+4' Braithwaite | Johan Cruijff Arena, Amsterdam Widzów: 14 645 Sędzia: Daniel Siebert |
|                                    |       |                |                                                          |                                                                      |

| Mecz 37 26 czerwca 2021 21:00 CEST | Włochy · Chiesa 95' · Pessina 105' | 2:1 (dogr.)(0:0, 0:0, 2:0)Raport | Austria · 114' Kalajdžić | Stadion Wembley, Londyn Widzów: 18 910 Sędzia: Anthony Taylor |
|                                    |                                    |                                  |                          |                                                               |

| Mecz 40 27 czerwca 2021 18:00 CEST | Holandia | 0:2(0:0)Raport | Czechy · 68' Holeš · 80' Schick | Puskás Aréna, Budapeszt Widzów: 52 834 Sędzia: Siergiej Karasiow |
|                                    |          |                |                                 |                                                                  |

| Mecz 39 27 czerwca 2021 21:00 CEST | Belgia · T. Hazard 42' | 1:0(1:0)Raport | Portugalia | Estadio La Cartuja, Sewilla Widzów: 11 504 Sędzia: Felix Brych |
|                                    |                        |                |            |                                                                |

| Mecz 42 28 czerwca 2021 18:00 CEST | Chorwacja · Pedri 20' (sam.) · Oršić 85' · Pašalić 90+2' | 3:5 (dogr.)(1:1, 3:3, 3:5)Raport | Hiszpania · 38' Sarabia · 57' Azpilicueta · 77' F. Torres · 100' Morata · 103' Oyarzabal | Parken, Kopenhaga Widzów: 22 771 Sędzia: Cüneyt Çakır |
|                                    |                                                          |                                  |                                                                                          |                                                       |

| Mecz 41 28 czerwca 2021 21:00 CEST          | Francja · Benzema 57', 59' · Pogba 75' | 3:3 (dogr.) k. 4:5(0:1, 3:3, 3:3)Raport        | Szwajcaria · 15', 81' Seferović · 90' Gavranović | Arena Narodowa, Bukareszt Widzów: 22 642 Sędzia: Fernando Rapallini |
|                                             |                                        |                                                |                                                  |                                                                     |
|                                             |                                        | Rzuty karne                                    |                                                  |                                                                     |
| Pogba · Giroud · Thuram · Kimpembe · Mbappé |                                        | Gavranović · Schär · Akanji · Vargas · Mehmedi |                                                  |                                                                     |

| Mecz 44 29 czerwca 2021 18:00 CEST | Anglia · Sterling 75' · Kane 86' | 2:0(0:0)Raport | Niemcy | Stadion Wembley, Londyn Widzów: 41 973 Sędzia: Danny Makkelie |
|                                    |                                  |                |        |                                                               |

| Mecz 43 29 czerwca 2021 21:00 CEST | Szwecja · Forsberg 43' | 1:2 (dogr.)(1:1, 1:1, 1:1)Raport | Ukraina · 27' Zinczenko · 120+1' Dowbyk | Hampden Park, Glasgow Widzów: 9221 Sędzia: Daniele Orsato |
|                                    |                        |                                  |                                         |                                                           |

### Ćwierćfinały
| Mecz 45 2 lipca 2021 18:00 CEST      | Szwajcaria · Shaqiri 68' | 1:1 (dogr.) k. 1:3(0:1, 1:1, 1:1)Raport      | Hiszpania · 8' (sam.) Zakaria | Stadion Kriestowskij, Petersburg Widzów: 24 764 Sędzia: Michael Oliver |
|                                      |                          |                                              |                               |                                                                        |
|                                      |                          | Rzuty karne                                  |                               |                                                                        |
| Gavranović · Schär · Akanji · Vargas |                          | Busquets · Olmo · Rodri · Moreno · Oyarzabal |                               |                                                                        |

| Mecz 46 2 lipca 2021 21:00 CEST | Belgia · Lukaku 45+2' (k.) | 1:2(1:2)Raport | Włochy · 31' Barella · 44' Insigne | Allianz Arena, Monachium Widzów: 12 984 Sędzia: Slavko Vinčić |
|                                 |                            |                |                                    |                                                               |

| Mecz 47 3 lipca 2021 18:00 CEST | Czechy · Schick 49' | 1:2(0:2)Raport | Dania · 5' Delaney · 42' Dolberg | Stadion Olimpijski, Baku Widzów: 16 306 Sędzia: Björn Kuipers |
|                                 |                     |                |                                  |                                                               |

| Mecz 48 3 lipca 2021 21:00 CEST | Ukraina | 0:4(0:1)Raport | Anglia · 4', 50' Kane · 46' Maguire · 63' Henderson | Stadio Olimpico, Rzym Widzów: 11 880 Sędzia: Felix Brych |
|                                 |         |                |                                                     |                                                          |

### Półfinały
| Mecz 49 6 lipca 2021 21:00 CEST                         | Włochy · Chiesa 60' | 1:1 (dogr.) k. 4:2(0:0, 1:1, 1:1)Raport | Hiszpania · 80' Morata | Stadion Wembley, Londyn Widzów: 57 811 Sędzia: Felix Brych |
|                                                         |                     |                                         |                        |                                                            |
|                                                         |                     | Rzuty karne                             |                        |                                                            |
| Locatelli · Belotti · Bonucci · Bernardeschi · Jorginho |                     | Olmo · Moreno · Thiago · Morata         |                        |                                                            |

| Mecz 50 7 lipca 2021 21:00 CEST | Anglia · Kjær 39' (sam.) · Kane 104' | 2:1 (dogr.)(1:1, 1:1, 2:1)Raport | Dania · 30' Damsgaard | Stadion Wembley, Londyn Widzów: 64 950 Sędzia: Danny Makkelie |
|                                 |                                      |                                  |                       |                                                               |

### Finał
| Mecz 51 11 lipca 2021 21:00 CEST                      | Włochy · Bonucci 67' | 1:1 (dogr.) k. 3:2(0:1, 1:1, 1:1)Raport   | Anglia · 2' Shaw | Stadion Wembley, Londyn Widzów: 67 173 Sędzia: Björn Kuipers |
|                                                       |                      |                                           |                  |                                                              |
|                                                       |                      | Rzuty karne                               |                  |                                                              |
| Berardi · Belotti · Bonucci · Bernardeschi · Jorginho |                      | Kane · Maguire · Rashford · Sancho · Saka |                  |                                                              |

| Włochy | Anglia |

|                 | 21 | Gianluigi Donnarumma  |       |      |
|                 | 2  | Giovanni Di Lorenzo   |       |      |
|                 | 19 | Leonardo Bonucci      | 55'   |      |
|                 | 3  | Giorgio Chiellini (c) | 90+6' |      |
|                 | 13 | Emerson Palmieri      |       | 118' |
|                 | 8  | Jorginho              | 114'  |      |
|                 | 18 | Nicolò Barella        | 47'   | 54'  |
|                 | 6  | Marco Verratti        |       | 96'  |
|                 | 14 | Federico Chiesa       |       | 86'  |
|                 | 10 | Lorenzo Insigne       | 84'   | 91'  |
|                 | 17 | Ciro Immobile         |       | 54'  |
| Zmiany:         |    |                       |       |      |
|                 | 1  | Salvatore Sirigu      |       |      |
|                 | 26 | Alex Meret            |       |      |
|                 | 5  | Manuel Locatelli      |       | 96'  |
|                 | 9  | Andrea Belotti        |       | 91'  |
|                 | 11 | Domenico Berardi      |       | 54'  |
|                 | 12 | Matteo Pessina        |       |      |
|                 | 15 | Francesco Acerbi      |       |      |
|                 | 16 | Bryan Cristante       |       | 54'  |
|                 | 20 | Federico Bernardeschi |       | 86'  |
|                 | 23 | Alessandro Bastoni    |       |      |
|                 | 24 | Alessandro Florenzi   |       | 118' |
|                 | 25 | Rafael Tolói          |       |      |
| Trener:         |    |                       |       |      |
| Roberto Mancini |    |                       |       |      |

|                  | 1  | Jordan Pickford       |      |      |
|                  | 2  | Kyle Walker           |      | 120' |
|                  | 5  | John Stones           |      |      |
|                  | 6  | Harry Maguire         | 106' |      |
|                  | 12 | Kieran Trippier       |      | 70'  |
|                  | 3  | Luke Shaw             |      |      |
|                  | 14 | Kalvin Phillips       |      |      |
|                  | 4  | Declan Rice           |      | 74'  |
|                  | 19 | Mason Mount           |      | 99'  |
|                  | 10 | Raheem Sterling       |      |      |
|                  | 9  | Harry Kane (c)        |      |      |
| Zmiany:          |    |                       |      |      |
|                  | 13 | Aaron Ramsdale        |      |      |
|                  | 23 | Sam Johnstone         |      |      |
|                  | 7  | Jack Grealish         |      | 99'  |
|                  | 8  | Jordan Henderson      | 74'  | 120' |
|                  | 11 | Marcus Rashford       |      | 120' |
|                  | 15 | Tyrone Mings          |      |      |
|                  | 16 | Conor Coady           |      |      |
|                  | 17 | Jadon Sancho          |      | 120' |
|                  | 18 | Dominic Calvert-Lewin |      |      |
|                  | 24 | Reece James           |      |      |
|                  | 25 | Bukayo Saka           |      | 70'  |
|                  | 26 | Jude Bellingham       |      |      |
| Trener:          |    |                       |      |      |
| Gareth Southgate |    |                       |      |      |

- Piłkarz meczu:
  -  Leonardo Bonucci

| - Sędziowie asystenci: - Sander van Roekel - Erwin Zeinstra - Sędzia techniczny: - Carlos del Cerro Grande - Sędzia VAR: - Bastian Dankert - Sędziowie asystenci VAR: - Pol van Boekel - Christian Gittelmann - Marco Fritz |

## Kartki
Na podstawie materiału źródłowego:
| 151 | 6 |

| Zawodnik              | Reprezentacja      |   |   |   |
| --------------------- | ------------------ | - | - | - |
| Grzegorz Krychowiak   | Polska             | 3 | 1 |   |
| Marcus Danielson      | Szwecja            | 1 |   | 1 |
| Matthijs de Ligt      | Holandia           |   |   | 1 |
| Remo Freuler          | Szwajcaria         |   |   | 1 |
| Ethan Ampadu          | Walia              |   |   | 1 |
| Harry Wilson          | Walia              |   |   | 1 |
| Harry Maguire         | Anglia             | 3 |   |   |
| Phil Foden            | Anglia             | 1 |   |   |
| Kalvin Phillips       | Anglia             | 1 |   |   |
| Declan Rice           | Anglia             | 1 |   |   |
| David Alaba           | Austria            | 1 |   |   |
| Marko Arnautović      | Austria            | 1 |   |   |
| Daniel Bachmann       | Austria            | 1 |   |   |
| Aleksandar Dragović   | Austria            | 1 |   |   |
| Martin Hinteregger    | Austria            | 1 |   |   |
| Stefan Lainer         | Austria            | 1 |   |   |
| Toby Alderweireld     | Belgia             | 1 |   |   |
| Thorgan Hazard        | Belgia             | 1 |   |   |
| Youri Tielemans       | Belgia             | 1 |   |   |
| Thomas Vermaelen      | Belgia             | 1 |   |   |
| Marcelo Brozović      | Chorwacja          | 2 |   |   |
| Duje Ćaleta-Car       | Chorwacja          | 2 |   |   |
| Dejan Lovren          | Chorwacja          | 2 |   |   |
| Mateo Kovačić         | Chorwacja          | 1 |   |   |
| Jan Bořil             | Czechy             | 2 |   |   |
| Vladimír Coufal       | Czechy             | 1 |   |   |
| Adam Hložek           | Czechy             | 1 |   |   |
| Tomáš Kalas           | Czechy             | 1 |   |   |
| Michael Krmenčík      | Czechy             | 1 |   |   |
| Lukáš Masopust        | Czechy             | 1 |   |   |
| Daniel Wass           | Dania              | 2 |   |   |
| Mikkel Damsgaard      | Dania              | 1 |   |   |
| Thomas Delaney        | Dania              | 1 |   |   |
| Mathias Jensen        | Dania              | 1 |   |   |
| Glen Kamara           | Finlandia          | 1 |   |   |
| Robin Lod             | Finlandia          | 1 |   |   |
| Daniel O’Shaughnessy  | Finlandia          | 1 |   |   |
| Tim Sparv             | Finlandia          | 1 |   |   |
| Benjamin Pavard       | Francja            | 2 |   |   |
| Kingsley Coman        | Francja            | 1 |   |   |
| Antoine Griezmann     | Francja            | 1 |   |   |
| Lucas Hernández       | Francja            | 1 |   |   |
| Presnel Kimpembe      | Francja            | 1 |   |   |
| Hugo Lloris           | Francja            | 1 |   |   |
| Raphaël Varane        | Francja            | 1 |   |   |
| Sergio Busquets       | Hiszpania          | 2 |   |   |
| Jordi Alba            | Hiszpania          | 1 |   |   |
| Aymeric Laporte       | Hiszpania          | 1 |   |   |
| Rodri                 | Hiszpania          | 1 |   |   |
| Pau Torres            | Hiszpania          | 1 |   |   |
| Denzel Dumfries       | Holandia           | 1 |   |   |
| Frenkie de Jong       | Holandia           | 1 |   |   |
| Marten de Roon        | Holandia           | 1 |   |   |
| Ezgjan Alioski        | Macedonia Północna | 2 |   |   |
| Danieł Awramowski     | Macedonia Północna | 1 |   |   |
| Tihomir Kostadinow    | Macedonia Północna | 1 |   |   |
| Wisar Musliu          | Macedonia Północna | 1 |   |   |
| Stefan Ristowski      | Macedonia Północna | 1 |   |   |
| Aleksandar Trajkowski | Macedonia Północna | 1 |   |   |
| Darko Wełkowski       | Macedonia Północna | 1 |   |   |
| Matthias Ginter       | Niemcy             | 2 |   |   |
| Robin Gosens          | Niemcy             | 1 |   |   |
| İlkay Gündoğan        | Niemcy             | 1 |   |   |
| Kai Havertz           | Niemcy             | 1 |   |   |
| Joshua Kimmich        | Niemcy             | 1 |   |   |
| Leroy Sané            | Niemcy             | 1 |   |   |
| Kamil Glik            | Polska             | 1 |   |   |
| Kamil Jóźwiak         | Polska             | 1 |   |   |
| Mateusz Klich         | Polska             | 1 |   |   |
| Robert Lewandowski    | Polska             | 1 |   |   |
| Jakub Moder           | Polska             | 1 |   |   |
| Diogo Dalot           | Portugalia         | 1 |   |   |
| Rúben Dias            | Portugalia         | 1 |   |   |
| João Palhinha         | Portugalia         | 1 |   |   |
| Pepe                  | Portugalia         | 1 |   |   |
| Dmitrij Barinow       | Rosja              | 1 |   |   |
| Igor Diwiejew         | Rosja              | 1 |   |   |
| Gieorgij Dżykija      | Rosja              | 1 |   |   |
| Fiodor Kudriaszow     | Rosja              | 1 |   |   |
| Magomied Ozdojew      | Rosja              | 1 |   |   |
| Ondrej Duda           | Słowacja           | 2 |   |   |
| Martin Dúbravka       | Słowacja           | 1 |   |   |
| Tomáš Hubočan         | Słowacja           | 1 |   |   |
| Milan Škriniar        | Słowacja           | 1 |   |   |
| Vladimír Weiss        | Słowacja           | 1 |   |   |
| John McGinn           | Szkocja            | 1 |   |   |
| Scott McKenna         | Szkocja            | 1 |   |   |
| Stephen O’Donnell     | Szkocja            | 1 |   |   |
| Mario Gavranović      | Szwajcaria         | 2 |   |   |
| Granit Xhaka          | Szwajcaria         | 2 |   |   |
| Manuel Akanji         | Szwajcaria         | 1 |   |   |
| Nico Elvedi           | Szwajcaria         | 1 |   |   |
| Breel Embolo          | Szwajcaria         | 1 |   |   |
| Kevin Mbabu           | Szwajcaria         | 1 |   |   |
| Ricardo Rodríguez     | Szwajcaria         | 1 |   |   |
| Fabian Schär          | Szwajcaria         | 1 |   |   |
| Silvan Widmer         | Szwajcaria         | 1 |   |   |
| Emil Forsberg         | Szwecja            | 1 |   |   |
| Dejan Kulusevski      | Szwecja            | 1 |   |   |
| Mikael Lustig         | Szwecja            | 1 |   |   |
| Kristoffer Olsson     | Szwecja            | 1 |   |   |
| Hakan Çalhanoğlu      | Turcja             | 2 |   |   |
| Çağlar Söyüncü        | Turcja             | 2 |   |   |
| Zeki Çelik            | Turcja             | 1 |   |   |
| Halil Dervişoğlu      | Turcja             | 1 |   |   |
| Burak Yılmaz          | Turcja             | 1 |   |   |
| Artem Dowbyk          | Ukraina            | 1 |   |   |
| Andrij Jarmołenko     | Ukraina            | 1 |   |   |
| Serhij Sydorczuk      | Ukraina            | 1 |   |   |
| Mykoła Szaparenko     | Ukraina            | 1 |   |   |
| Kieffer Moore         | Walia              | 2 |   |   |
| Joe Allen             | Walia              | 1 |   |   |
| Gareth Bale           | Walia              | 1 |   |   |
| David Brooks          | Walia              | 1 |   |   |
| Ben Davies            | Walia              | 1 |   |   |
| Chris Gunter          | Walia              | 1 |   |   |
| Chris Mepham          | Walia              | 1 |   |   |
| Joe Rodon             | Walia              | 1 |   |   |
| Endre Botka           | Węgry              | 2 |   |   |
| Attila Fiola          | Węgry              | 1 |   |   |
| Loïc Nego             | Węgry              | 1 |   |   |
| Willi Orbán           | Węgry              | 1 |   |   |
| Ádám Szalai           | Węgry              | 1 |   |   |
| Nicolò Barella        | Włochy             | 2 |   |   |
| Leonardo Bonucci      | Włochy             | 2 |   |   |
| Domenico Berardi      | Włochy             | 1 |   |   |
| Giorgio Chiellini     | Włochy             | 1 |   |   |
| Giovanni Di Lorenzo   | Włochy             | 1 |   |   |
| Lorenzo Insigne       | Włochy             | 1 |   |   |
| Jorginho              | Włochy             | 1 |   |   |
| Matteo Pessina        | Włochy             | 1 |   |   |
| Rafael Tolói          | Włochy             | 1 |   |   |
| Marco Verratti        | Włochy             | 1 |   |   |

## Strzelcy
Uwaga: Lista nie obejmuje goli strzelonych w seriach rzutów karnych.

### 5 goli
- Patrik Schick
- Cristiano Ronaldo

### 4 gole
- Harry Kane
- Romelu Lukaku
- Karim Benzema
- Emil Forsberg

### 3 gole
- Raheem Sterling
- Kasper Dolberg
- Álvaro Morata
- Georginio Wijnaldum
- Robert Lewandowski
- Haris Seferović
- Xherdan Shaqiri

### 2 gole
- Thorgan Hazard
- Ivan Perišić
- Mikkel Damsgaard
- Joakim Mæhle
- Yussuf Poulsen
- Pablo Sarabia
- Ferran Torres
- Memphis Depay
- Denzel Dumfries
- Kai Havertz
- Roman Jaremczuk
- Andrij Jarmołenko
- Federico Chiesa
- Ciro Immobile
- Lorenzo Insigne
- Manuel Locatelli
- Matteo Pessina

### 1 gol
- Jordan Henderson
- Harry Maguire
- Luke Shaw
- Marko Arnautović
- Christoph Baumgartner
- Michael Gregoritsch
- Saša Kalajdžić
- Stefan Lainer
- Kevin De Bruyne
- Thomas Meunier
- Luka Modrić
- Mislav Oršić
- Mario Pašalić
- Nikola Vlašić
- Tomáš Holeš
- Martin Braithwaite
- Andreas Christensen
- Thomas Delaney
- Joel Pohjanpalo
- Antoine Griezmann
- Paul Pogba
- César Azpilicueta
- Aymeric Laporte
- Mikel Oyarzabal
- Wout Weghorst
- Ezǵan Alioski
- Goran Pandew
- Leon Goretzka
- Robin Gosens
- Karol Linetty
- Raphaël Guerreiro
- Diogo Jota
- Artiom Dziuba
- Aleksiej Miranczuk
- Milan Škriniar
- Callum McGregor
- Breel Embolo
- Mario Gavranović
- Viktor Claesson
- İrfan Kahveci
- Artem Dowbyk
- Ołeksandr Zinczenko
- Kieffer Moore
- Aaron Ramsey
- Connor Roberts
- Attila Fiola
- András Schäfer
- Ádám Szalai
- Nicolò Barella
- Leonardo Bonucci

### Gole samobójcze
- Simon Kjær (dla Anglii)
- Lukas Hradecky (dla Belgii)
- Pedri (dla Chorwacji)
- Mats Hummels (dla Francji)
- Wojciech Szczęsny (dla Słowacji)
- Rúben Dias (dla Niemiec)
- Raphaël Guerreiro (dla Niemiec)
- Martin Dúbravka (dla Hiszpanii)
- Juraj Kucka (dla Hiszpanii)
- Denis Zakaria (dla Hiszpanii)
- Merih Demiral (dla Włoch)

## Klasyfikacja
| złoto                          | A | Włochy             | 17 | 7 | 5 | 2 | 0 | 13 | 4  | +9 |
| srebro                         | D | Anglia             | 17 | 7 | 5 | 2 | 0 | 11 | 2  | +9 |
| brąz                           | E | Hiszpania          | 10 | 6 | 2 | 4 | 0 | 13 | 6  | +7 |
| brąz                           | B | Dania              | 9  | 6 | 3 | 0 | 3 | 12 | 7  | +5 |
| Wyeliminowane w ćwierćfinale   |   |                    |    |   |   |   |   |    |    |    |
| 5                              | B | Belgia             | 12 | 5 | 4 | 0 | 1 | 9  | 3  | +6 |
| 6                              | D | Czechy             | 7  | 5 | 2 | 1 | 2 | 6  | 4  | +2 |
| 7                              | A | Szwajcaria         | 6  | 5 | 1 | 3 | 1 | 8  | 9  | −1 |
| 8                              | C | Ukraina            | 6  | 5 | 2 | 0 | 3 | 6  | 10 | −4 |
| Wyeliminowane w 1/8 finału     |   |                    |    |   |   |   |   |    |    |    |
| 9                              | C | Holandia           | 9  | 4 | 3 | 0 | 1 | 8  | 4  | +4 |
| 10                             | E | Szwecja            | 7  | 4 | 2 | 1 | 1 | 5  | 4  | +1 |
| 11                             | F | Francja            | 6  | 4 | 1 | 3 | 0 | 7  | 6  | +1 |
| 12                             | C | Austria            | 6  | 4 | 2 | 0 | 2 | 5  | 5  | 0  |
| 13                             | F | Portugalia         | 4  | 4 | 1 | 1 | 2 | 7  | 7  | 0  |
| 14                             | D | Chorwacja          | 4  | 4 | 1 | 1 | 2 | 7  | 8  | −1 |
| 15                             | F | Niemcy             | 4  | 4 | 1 | 1 | 2 | 6  | 7  | −1 |
| 16                             | A | Walia              | 4  | 4 | 1 | 1 | 2 | 3  | 6  | −3 |
| Wyeliminowane w fazie grupowej |   |                    |    |   |   |   |   |    |    |    |
| 17                             | B | Finlandia          | 3  | 3 | 1 | 0 | 2 | 1  | 3  | −2 |
| 18                             | E | Słowacja           | 3  | 3 | 1 | 0 | 2 | 2  | 7  | −5 |
| 19                             | B | Rosja              | 3  | 3 | 1 | 0 | 2 | 2  | 7  | −5 |
| 20                             | F | Węgry              | 2  | 3 | 0 | 2 | 1 | 3  | 6  | −3 |
| 21                             | E | Polska             | 1  | 3 | 0 | 1 | 2 | 4  | 6  | −2 |
| 22                             | D | Szkocja            | 1  | 3 | 0 | 1 | 2 | 1  | 5  | −4 |
| 23                             | C | Macedonia Północna | 0  | 3 | 0 | 0 | 3 | 2  | 8  | −6 |
| 24                             | A | Turcja             | 0  | 3 | 0 | 0 | 3 | 1  | 8  | −7 |

## Prawa telewizyjne
W Polsce prawa do transmisji Mistrzostw Europy UEFA EURO 2020 posiada tylko Telewizja Polska. Mecze dostępne są na żywo na kanałach TVP1, TVP2, TVP 4K oraz TVP SPORT, a także w internecie na stronie internetowej sport.tvp.pl. Dodatkowo transmisje dostępne są również w aplikacji mobilnej TVP SPORT oraz telewizorach Smart TV z Android TV, webOS oraz Tizen.
| Państwo                      | Stacja telewizyjna                  | Źródło          |
| Europa                       | Europa                              | Europa          |
| ---------------------------- | ----------------------------------- | --------------- |
| Albania                      | RTSH, SuperSport                    | [ 79 ]          |
| Andora                       | TF1, M6, Mediaset España            | [ 79 ]          |
| Armenia                      | Armenia TV                          | [ 79 ]          |
| Austria                      | ORF                                 | [ 80 ]          |
| Azerbejdżan                  | İTV, Idman Azerbaijan TV            | [ 81 ] [ 82 ]   |
| Białoruś                     | Biełteleradyjokampanija             | [ 79 ]          |
| Belgia                       | RTBF, VRT                           | [ 79 ]          |
| Bośnia i Hercegowina         | Nova BH, Sport Klub                 | [ 79 ]          |
| Bułgaria                     | BNT, Nova TV                        | [ 83 ] [ 84 ]   |
| Chorwacja                    | HRT, Sport Klub                     | [ 85 ]          |
| Cypr                         | CyBC                                | [ 79 ]          |
| Czarnogóra                   | Nova M, Sport Klub                  | [ 79 ]          |
| Czechy                       | ČT                                  | [ 86 ]          |
| Dania                        | DR, Nordic Entertainment Group      | [ 87 ]          |
| Estonia                      | ERR                                 | [ 88 ]          |
| Finlandia                    | Yle                                 | [ 89 ]          |
| Francja                      | TF1, M6, beIN Sport                 | [ 90 ]          |
| Grecja                       | ANT1, Makedonia TV                  | [ 91 ]          |
| Gruzja                       | SSM                                 | [ 79 ]          |
| Hiszpania                    | Mediaset España                     | [ 92 ]          |
| Holandia                     | NOS                                 | [ 93 ]          |
| Islandia                     | 365 miðlar                          | [ 79 ]          |
| Irlandia                     | RTÉ                                 | [ 94 ]          |
| Izrael                       | Charlton                            | [ 79 ]          |
| Kazachstan                   | Qazsport, Saran Media               | [ 79 ]          |
| Kosowo                       | RTK, SuperSport                     | [ 79 ]          |
| Litwa                        | LNK                                 | [ 79 ]          |
| Łotwa                        | Modern Times Group                  | [ 79 ]          |
| Macedonia Północna           | MRT, Sport Klub                     | [ 79 ]          |
| Malta                        | PBS                                 | [ 79 ]          |
| Mołdawia                     | GMG                                 | [ 79 ]          |
| Niemcy                       | ARD, ZDF                            | [ 95 ]          |
| Norwegia                     | NRK, TV2                            | [ 96 ]          |
| Polska                       | TVP                                 | [ 97 ]          |
| Portugalia                   | RTP, SIC, TVI, Sport TV             | [ 98 ]          |
| Rumunia                      | Pro TV                              | [ 99 ]          |
| Rosja                        | RTR, Pierwyj kanał, Match TV        | [ 100 ]         |
| San Marino                   | RAI, Sky Italia                     | [ 79 ]          |
| Serbia                       | Nova S, Sport Klub                  | [ 79 ]          |
| Słowacja                     | RTVS                                | [ 79 ]          |
| Słowenia                     | Sport Klub, Šport TV                | [ 101 ] [ 79 ]  |
| Szwajcaria                   | SRG SSR                             | [ 102 ]         |
| Szwecja                      | SVT, TV4                            | [ 103 ] [ 104 ] |
| Turcja                       | TRT                                 | [ 79 ]          |
| Ukraina                      | Ukraina                             | [ 105 ]         |
| Węgry                        | MTVA                                | [ 79 ]          |
| Wielka Brytania              | BBC, ITV, S4C                       | [ 106 ] [ 107 ] |
| Włochy                       | RAI, Sky Italia                     | [ 108 ]         |
| Reszta świata                |                                     |                 |
| Afganistan                   | Sony                                | [ 79 ]          |
| Algieria                     | BeIN Sports                         | [ 79 ]          |
| Argentyna                    | TNT Sports Argentina                | [ 79 ]          |
| Australia                    | Optus Sport                         | [ 109 ]         |
| Bahrajn                      | BeIN Sports                         | [ 79 ]          |
| Bangladesz                   | Sony                                | [ 79 ]          |
| Boliwia                      | Tigo Sports                         | [ 110 ]         |
| Brazylia                     | Grupo Globo                         | [ 111 ]         |
| Brunei                       | Astro                               | [ 112 ]         |
| Kambodża                     | CBS                                 | [ 79 ]          |
| Chile                        | TNT Sports                          | [ 79 ]          |
| Chiny                        | Centralna Telewizja Chińska         | [ 79 ]          |
| Ekwador                      | DirecTV                             | [ 79 ]          |
| Falklandy                    | ESPN                                | [ 79 ]          |
| Fidżi                        | FBC                                 | [ 79 ]          |
| Gujana                       | ESPN                                | [ 79 ]          |
| Gwatemala                    | RT Guatemala                        | [ 79 ]          |
| Honduras                     | Televicentro                        | [ 79 ]          |
| Hongkong                     | PCCW                                | [ 79 ]          |
| Indie                        | Sony                                | [ 79 ]          |
| Indonezja                    | IMG                                 | [ 113 ]         |
| Japonia                      | Wowow                               | [ 79 ]          |
| Kanada                       | TVA Sports                          | [ 114 ]         |
| Katar                        | BeIN Sports                         | [ 79 ]          |
| Kirgistan                    | Saran                               | [ 79 ]          |
| Kolumbia                     | Win Sports                          | [ 79 ]          |
| Kostaryka                    | Teletica Canal 7                    | [ 79 ]          |
| Liban                        | BeIN Sport                          | [ 79 ]          |
| Makau                        | Teledifusão de Macau                | [ 79 ]          |
| Malezja                      | Astro                               | [ 112 ]         |
| Meksyk                       | Sky México                          | [ 79 ]          |
| Nikaragua                    | SKY Mexico                          | [ 79 ]          |
| Nowa Zelandia                | Sky Network Television Limited      | [ 115 ]         |
| Singapur                     | Eleven Sports Network               | [ 79 ]          |
| Syria                        | BeIN Sports                         | [ 79 ]          |
| Panama                       | SKY Mexico                          | [ 79 ]          |
| Papua-Nowa Gwinea            | Digicel                             | [ 79 ]          |
| Paragwaj                     | Tigo Paraguay                       | [ 79 ]          |
| Peru                         | America TV                          | [ 79 ]          |
| Rwanda                       | RBA                                 | [ 79 ]          |
| Południowa Afryka            | SuperSport                          | [ 79 ]          |
| Salwador                     | Sociedad YSU TV Canal 4             | [ 79 ]          |
| Surinam                      | Canal+ Afrique                      | [ 79 ]          |
| Tajlandia                    | Army-TV5                            | [ 79 ]          |
| Tajwan                       | Eleven Sports Network               | [ 79 ]          |
| Tadżykistan                  | Saran                               | [ 79 ]          |
| Timor Wschodni               | ETO                                 | [ 79 ]          |
| Turkmenistan                 | Saran                               | [ 79 ]          |
| Tuvalu                       | Digicel                             | [ 79 ]          |
| Stany Zjednoczone            | American Broadcasting Company, ESPN | [ 116 ]         |
| Uganda                       | Star Times                          | [ 79 ]          |
| Urugwaj                      | DirecTV                             | [ 79 ]          |
| Uzbekistan                   | Uzreport TV                         | [ 117 ]         |
| Wenezuela                    | IVC Networks                        | [ 79 ]          |
| Wietnam                      | Vietnam Television                  | [ 118 ]         |
| Zambia                       | Star Times                          | [ 79 ]          |
| Zimbabwe                     | ZBC                                 | [ 79 ]          |
| Zjednoczone Emiraty Arabskie | BeIN Sports                         | [ 79 ]          |

## Kraje które nie transmitowały wydarzenia
| Kraje nie transmitujące wydarzenia | Przypis |
| ---------------------------------- | ------- |
| Belize                             | [ 79 ]  |
| Filipiny                           | [ 79 ]  |
| Kongo                              | [ 79 ]  |
| Korea Południowa                   | [ 79 ]  |
| Korea Północna                     | [ 79 ]  |
| Laos                               | [ 79 ]  |
| Mikronezja                         | [ 79 ]  |
| Mjanma                             | [ 79 ]  |
| Palau                              | [ 79 ]  |
| Samoa                              | [ 79 ]  |
| Wyspy Marshalla                    | [ 79 ]  |
| Wyspy Salomona                     | [ 79 ]  |